# Кераміка Стародавньої Греції
Давньогрецька кераміка завдяки властивій їй відносній довговічності, є добрим археологічним матеріалом для вивчення мистецтва, побуту та історії Стародавньої Греції.
Вазопис Стародавньої Греції охоплює розпис посудин різних історичних періодів, з початком від догрецької мінойської культури та до еллінізму, тобто, між XXV століттям до н. е. й останнім сторіччям, зокрема, яке передувало появі християнства.

## Загальне
Грецька кераміка, є найбільш поширеною знахідкою в археологічних дослідженнях античної Греції, тож виявити її можна в усьому ареалі розселення стародавніх греків. Крім грецької метрополії, яка переважно збігалася з територією сучасної Греції, до нього входять: західне узбережжя Малої Азії, острови Егейського моря, острів Крит, частково острів Кіпр і заселені греками райони південної Італії й півдня України — Криму та Півні́чного Причорномо́р'я. Як експортний товар, грецька кераміка, а разом із нею давньогрецький вазопис, потрапила в Етрурію, на Близький Схід, в Єгипет і Північну Африку. Мальовану грецьку кераміку знаходять навіть у похованнях кельтської знаті. Цікаво, що на українському острові Березань (у давнину був півостровом), існувало гончарне виробництво, яке забезпечувало вишуканим високоякісним посудом внутрішні потреби грецьких колоній та скіфського населення.
Перші предмети грецького вазопису були виявлені за нового часу в етруських похованнях. Через це, їх спочатку відносили до етруського або італійського мистецтва. Попервах, на грецькому походженні знахідок, наголосив Йоганн Йоахім Вінкельманн, однак остаточно, їхню грецьку приналежність було встановлено лише на підставі перших археологічних знахідок наприкінці XIX століття в Греції. З XIX століття давньогрецький вазопис є важливим напрямком досліджень класичної археології.
Стародавні греки розписували будь-які види глиняного посуду, що використовувався для зберігання, вживання їжі, в обрядах та святкуваннях. Вироби кераміки, опрацьовані особливо ретельно, приносили в дар храмам або вкладали до поховань. Пройшовши дужий випал, стійкі до впливів довкілля керамічні посудини й їхні уламки, збереглися десятками тисяч, тож  з цієї причини давньогрецький вазопис незамінний для встановлення віку археологічних знахідок.

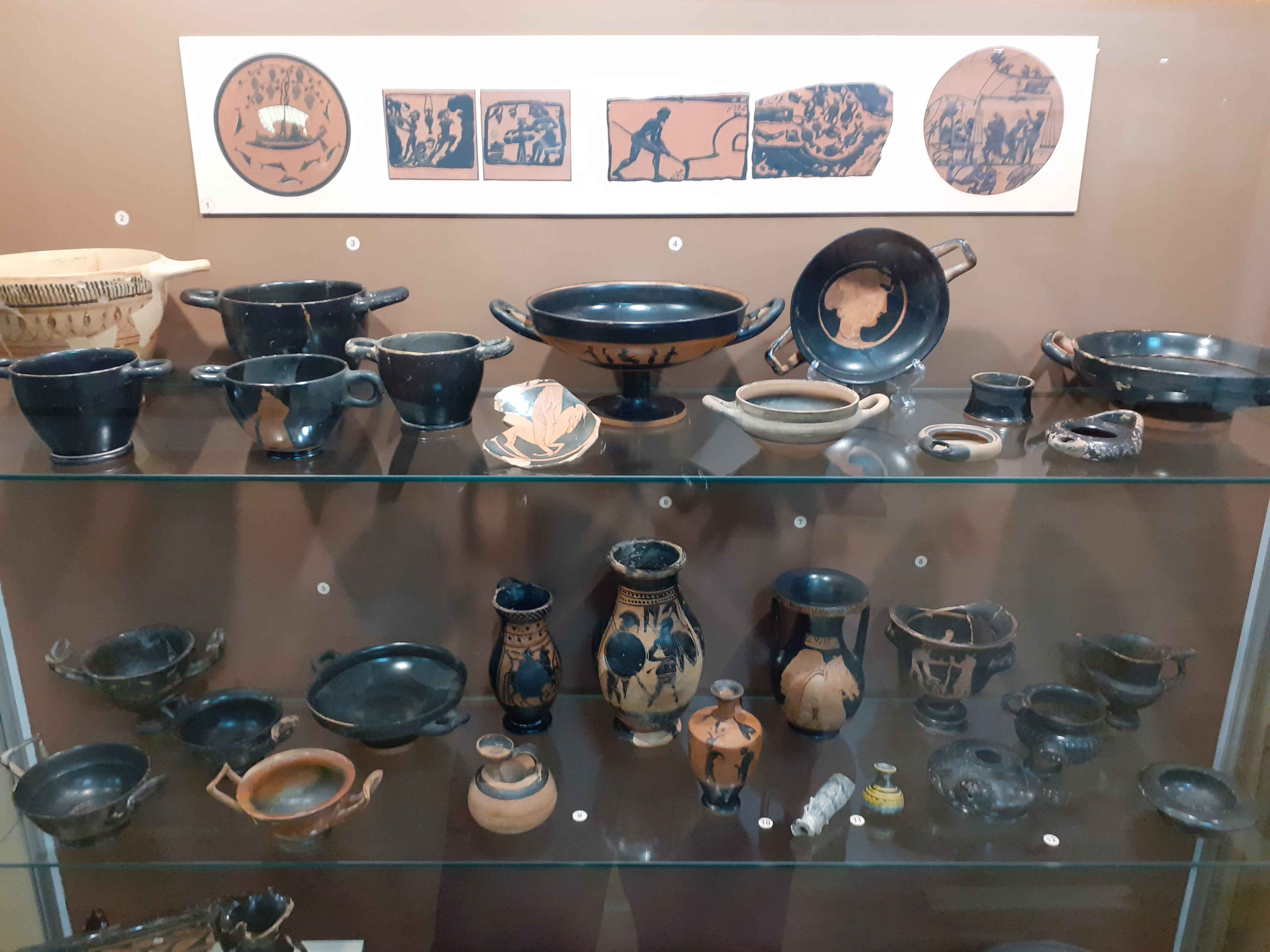
Кераміка Ольвії, Миколаївський обласний краєзнавчий музей

Завдяки написам на вазах, збереглися імена багатьох гончарів і вазописців, починаючи з архаїчного періоду. У разі, якщо ваза не підписана, щоби розрізняти авторів і їхні вироби та стилі розпису, у мистецтвознавців заведено давати вазописцям «службові» імена. Вони відбивають або тематику розпису та її визначні риси, або вказують на місце виявлення чи зберігання відповідних археологічних предметів.

## Спосіб виготовлення та гончарні майстерні

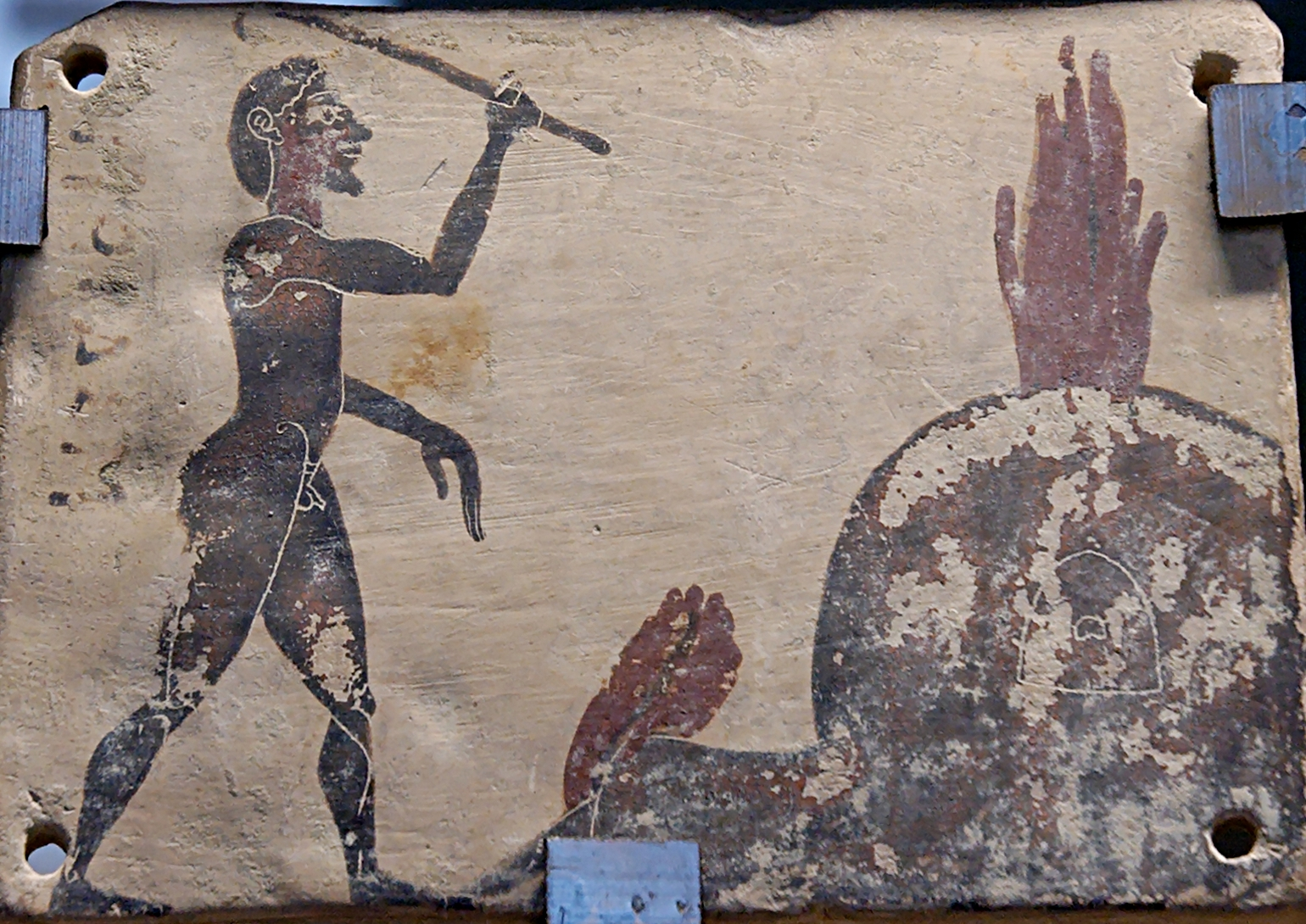
Гончарна майстерня. Коринфська пінака з Пентескуфії. 575–550 рр. до н. е. Лувр

Спосіб виготовлення кераміки в античні часи, відновлюється науковцями на підставі дослідження складу глини, здобутків розкопок античних гончарних майстерень, порівняння їх із сучасними зразками та підсумків мистецтвознавчого вивчення розпису ваз. Джерелами знань також, є сцени з життя гончарів і вазописців із Коринфських глиняних табличок. Зображення гончарних майстерень збереглися на 16 аттичних вазах і на одному беотійському скіфосі.

### Глина

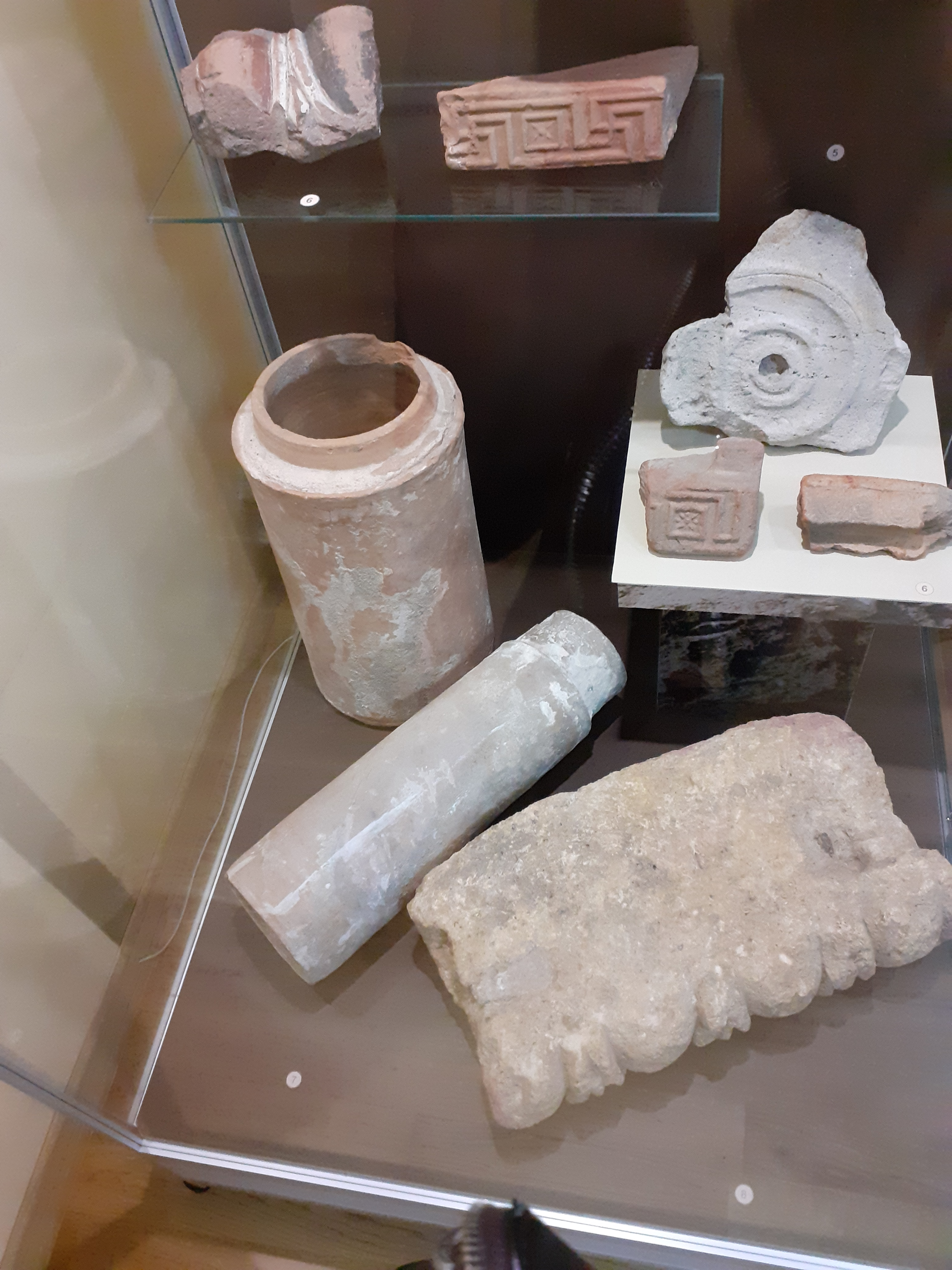
Стикувальні водопровідні труби, Ольвія, Миколаївщина

Для успіху в гончарному мистецтві вирішальне значення має якість глини. Гірська порода повинна бути вивітрена. Вихідна речовина часто розмочувалася на місці видобутку і змішувалася з іншими додатками, що надавали глині бажане забарвлення після випалу. Глина в Коринфі мала жовтуватий відтінок, в Аттиці — червонуватий, у нижній Італії — бурий колір. Перед обробкою глина піддавалася очищенню. Задля цього в гончарній майстерні глину розмочувати або промивали у великій місткості. Впродовж цього, великі частки глинозему опускалися на дно, а органічні домішки підіймалися до поверхні води. Глиняна маса поміщалася потім у друге вмістище, де з неї видалялися надлишки води. Далі глину виймали та довгий час витримували у вологому стані. Під час такого дозрівання глина «старіє» і стає пружною. Надто жирні (м'які) сорти глини перед обробкою змішували з піском або розмеленим керамічним боєм для того, аби «знежирити» їх, зробити глину міцнішою. Оскільки на прикрашених розписом афінських вазах відсутні сліди «знежирення» глини, можна зробити висновок, що вони були виготовлені з дуже добре «зістареної» глини.

## Розподіл в часі давньогрецького вазопису
Залежно від часу створення, історичної культури та стилю, давньогрецький вазопис поділяється на кілька періодів. Класифікація відповідає історичній періодизації та розрізняється по стилях. Стилі та періоди не збігаються.
Періодизація починається з крито-мінойського вазопису, одночасно з яким існувала кікладська кераміка (за стилями ідентична критській) і елладська кераміка (ранній стиль — мінійська кераміка, яку з часом змінюють стилі, ідентичні критським). Незабаром після приходу до Греції греків і завоювання ними Криту виникає мікенський різновид кераміки.
У вузькому сенсі слова давньогрецький вазопис, що з'явився після падіння мікенських імперій і зникнення їхньої культури, починається приблизно з 1050 років до н. е. періодом геометрики. По закінченню орієнталізуючого періоду в VII ст. до н. е. і з початком архаїчного періоду з'явився чорнофігурний вазопис і наступний за ним ще в архаїчному періоді червонофігурний вазопис. Обидва стилі панують у вазопису класичної Стародавньої Греції в V та IV століттях до нашої ери.
Далі з'являються стилі, що використовують додаткові кольори, як, наприклад, вазопис на білому тлі, а починаючи з другої чверті IV ст. до н. е. з'являються вази-гнафії, в розписі яких переважає білий колір. Починаючи з другої половини III ст. до н. е. виробництво прикрашеної розписом кераміки поступово згасає, керамічний посуд зменшуються в розмірах, їх розпис спрощується або виконується з меншою ретельністю. Вазопис на кераміці змінюється рельєфними прикрасами.

### Егейський вазопис до Стародавньої Греції

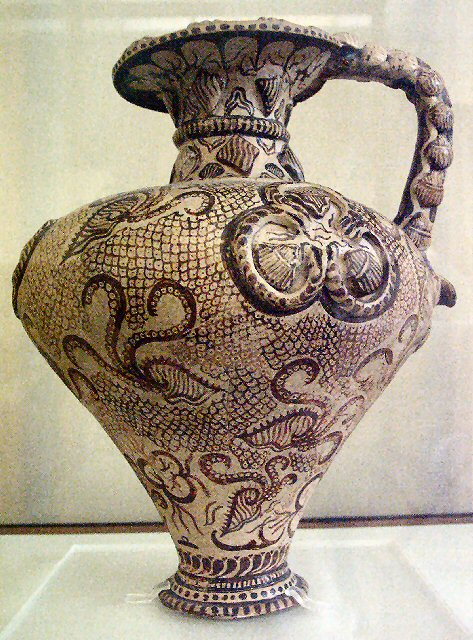
Глек в морському стилі, Археологічний музей, Іракліон

#### Мінойська кераміка
Прикрашений розписом глиняний посуд з'являється в крито-мінойському культурному ареалі починаючи з 2500 років в до н. е. (є схожість з керамікою Бутмірської культури). Прості геометричні візерунки на перших вазах до XX століття до н. е. змінюються квітковими та спіральними мотивами, які наносяться білою фарбою на чорне матове тло, і так званим стилем Камарес. Палацовий період у мінойській культурі (1650 до н. е.) вніс серйозні зміни і в стиль розпису кераміки, яка в новому морському стилі супроводжується зображеннями різноманітних мешканців моря: наутилусів і восьминогів, коралів та дельфінів, що виконуються на світлому тлі темною фарбою. Починаючи з 1450 до н. е. зображення піддаються все більшій стилізації та стають дещо грубішими.

#### Мінійська кераміка
На теренах материкової Греції в середньоелладський період набула поширення так звана мінійська кераміка — з тонкої глини, витончена, але без розпису. До кінця середньоелладського періоду її починає витісняти мінойська кераміка. К. Блеген пов'язував мінійську кераміку з приходом греків; в 1970-ті роках Дж. Каскі встановив, що вона має місцеве походження і визначає останній етап догрецької культури материкової Греції.

#### Мікенська кераміка

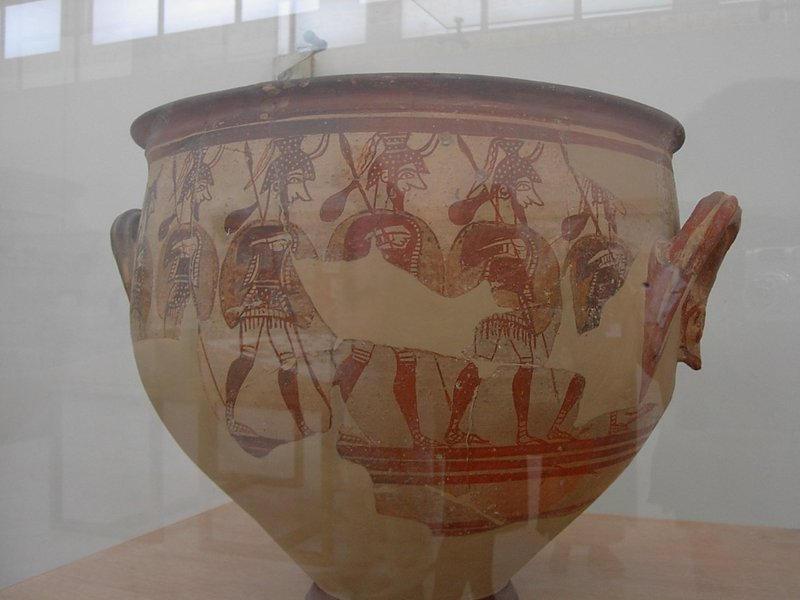
Кратер воїнів

Близько 1600 до н. е. з початком піздньоелладського періоду виростає перша високорозвинена континентальна мікенська культура, яка залишила слід і у вазописі. Ранні зразки відрізняються темним тоном, переважно коричневими або матово-чорними малюнками на світлому фоні. З початком від середньомікенського періоду (близько 1400 р. до н. е.) стають поширеними тваринні та рослинні мотиви. Згодом, безпосередньо після 1200 до н. е. на додаток до них з'являються зображення людей і кораблів.

### Давньогрецький вазопис

#### Протогеометричний та геометричний стилі

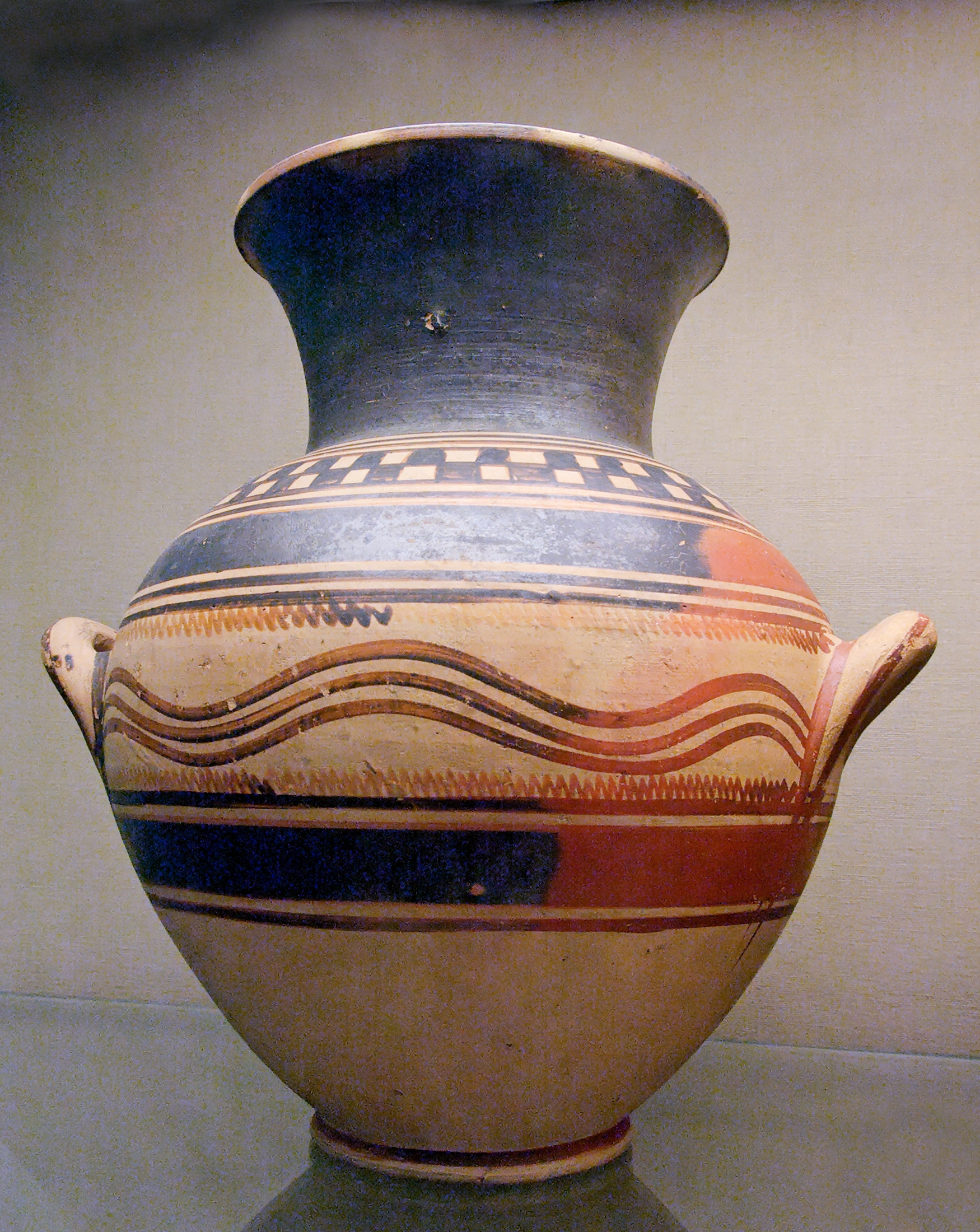
Протогеометрична амфора

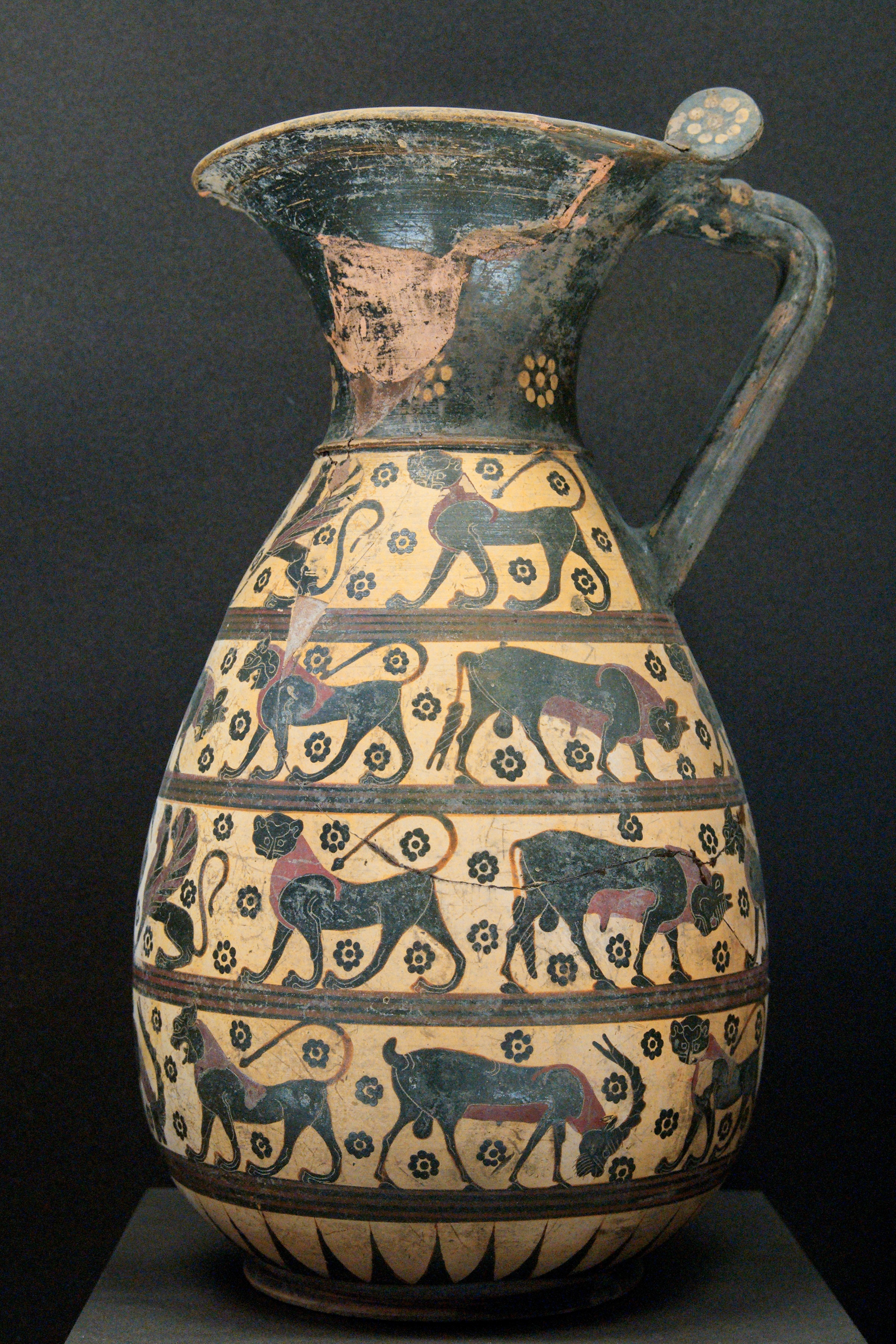
Ольпа в орієнталізуючому стилі

Із занепадом мікенської культури після дорійського вторгнення всі досягнення колишнього вазопису втрачено. Протягом приблизно століття існує субмікенська кераміка, для якої притаманна повна відсутність орнаменту (в окремих випадках вона прикрашена кількома простими лініями). Близько 1050 до н. е. в грецькому мистецтві поширюються геометричні віяння. На ранніх етапах (протогеометричний стиль) до 900 до н. е. керамічний посуд розписувався зазвичай великими суворо геометричними візерунками. Узвичаєними прикрасами ваз були також, проведені за допомогою циркуля кола та півкола. Чергування геометричних орнаментів малюнків встановлювалося різними регістрами візерунків, відокремленими один від одного горизонтальними лініями, що огинають посудину. У часи розквіту геометрики, починаючи з 900 р. до н. е., відбувається ускладнення геометричних малюнків. З'являються вигадливі у виконанні перемінні одинарні та подвійні меандри. До них додаються стилізовані зображення людей, тварин і предметів. Колісниці та воїни у фризоподібних процесіях посідають центральні частини ваз і глечиків. У зображеннях все частіше переважають чорні, рідше червоні кольори на світлих відтінках фону. До кінця VIII століття до н. е. такий стиль розпису в грецькій кераміці зникає.

#### Орієнталізуючий стиль
Починаючи з 725 до н. е. у виготовленні кераміки провідне становище посідає Коринф. Початковий період, якому відповідає орієнталізуючий, чи інакше протокоринфський стиль, відзначається у вазописі збільшенням фігурних фризів і міфологічних зображень. Положення, черговість, тематика і самі зображення опинилися під впливом східних зразків, для яких були перш за все властиві зображення грифонів, сфінксів і левів. Техніка виконання подібна чорнофігурному вазопису. В цей час уже застосовувався потрібне для цього триразове випалення.

#### Чорнофігурний вазопис
З другої половини VII століття до початку V століття до н. е. чорнофігурний вазопис розвивається в самостійний стиль кераміки. Все частіше на зображеннях стали з'являтися людські фігури. Композиційні схеми також зазнали змін. Найпоширенішими мотивами зображень на вазах стають бенкети, битви, міфологічні сцени, що розповідають про життя Геракла і про Троянську війну. Як і в орієнталізуючий період, обриси фігур промальовуються за допомогою шлікера або глянцевої глини на підсушеній необпаленій глині. Дрібні деталі прокреслюють штихелем. Шийка і дно посудин прикрашалися візерунком, зокрема орнаментами, в основу яких покладено кучеряві рослини та пальмове листя (так звані Пальмети). Після випалу основа ставала червоною, а глянцева глина набувала чорного кольору. Білий колір вперше стали використовувати в Коринфі насамперед для того, щоби зобразити білизну шкіри жіночих фігур.
Інші центри виробництва кераміки, як, наприклад, Афіни, запозичили техніку коринфського вазописного стилю. До 570 до н. е. Афіни навіть перевершили Коринф за якістю своїх ваз та розмахом виробництва. Ці афінські вази отримали в мистецтвознавстві назву «аттична чорнофігурна кераміка».
Вперше, майстри гончарства і художники-вазописці почали гордовито підписувати власні твори, завдяки чому їхні імена збереглися в історії мистецтва. Найповажнішим художником цього періоду є Ексекій. Крім нього широко відомі імена майстрів вазопису Пасіада і Хареса. Починаючи з 530 до н. е. з появою червонофігурного стилю чорнофігурний вазопис втрачає свою поширеність. Але й у V столітті до н. е. переможцям спортивних змагань на так званих Панафінеях вручалися панафінейські амфори, які виконувалися в чорнофігурній техніці. Наприкінці IV століття до н. е. навіть настав короткий проміжок відродження чорнофігурного вазопису в етрусків.

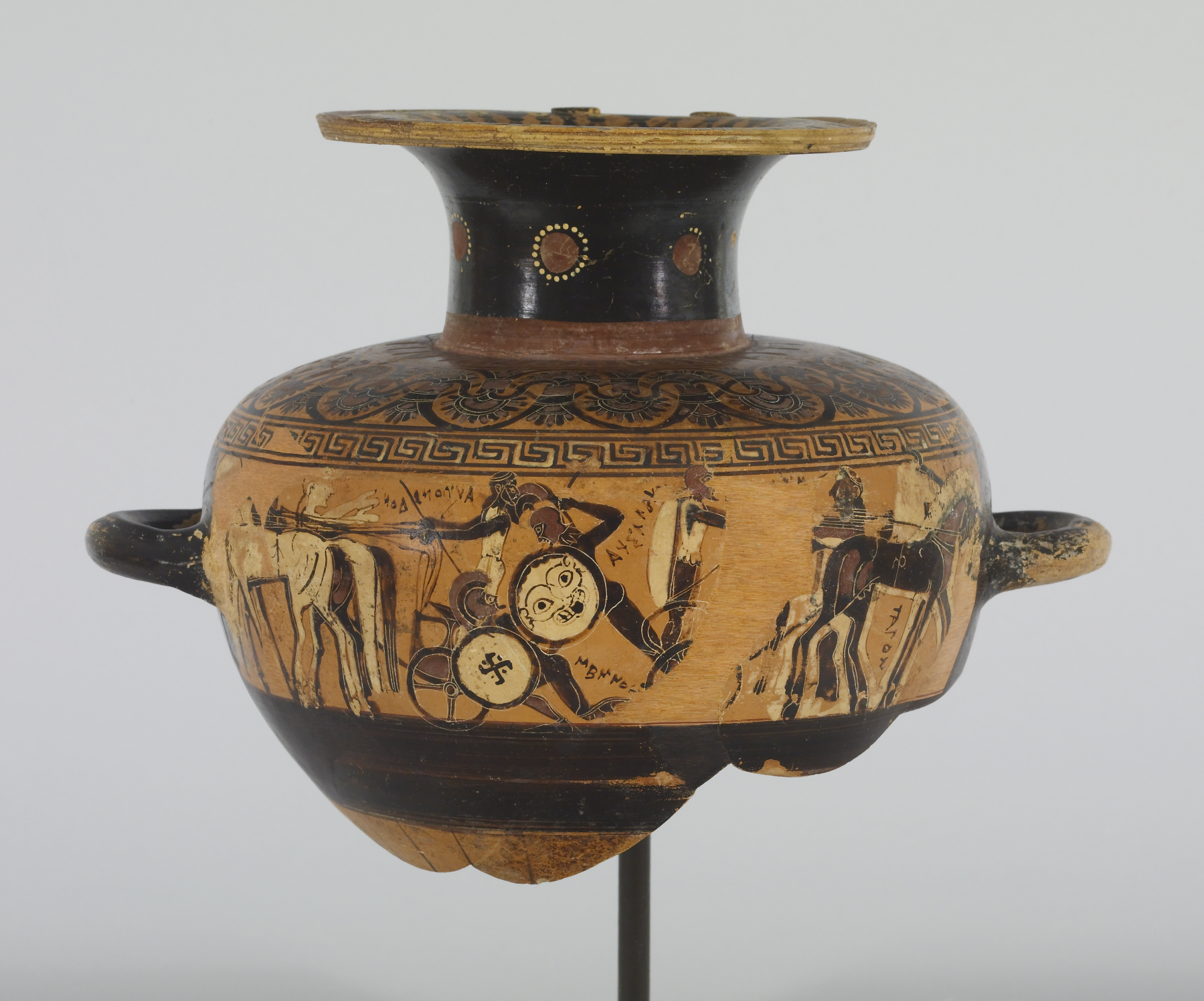
Колісниці Ахілла та Мемнона. Чорнофігурний вазопис. Поруйнована гідрія до 550 р. до н.е. (пізній коринфський період) Художній музей Волтерс
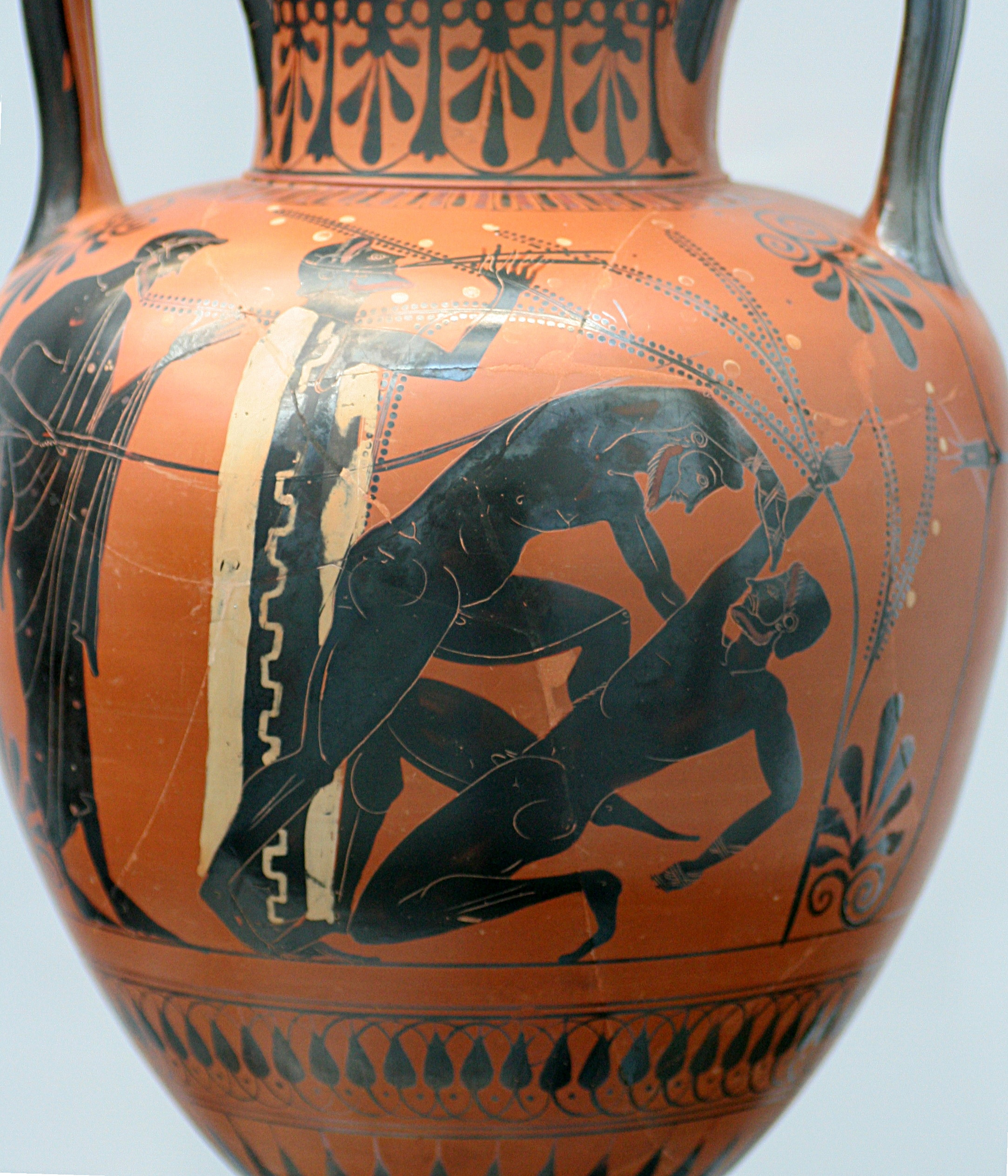
Чорнофігурна аттична амфора
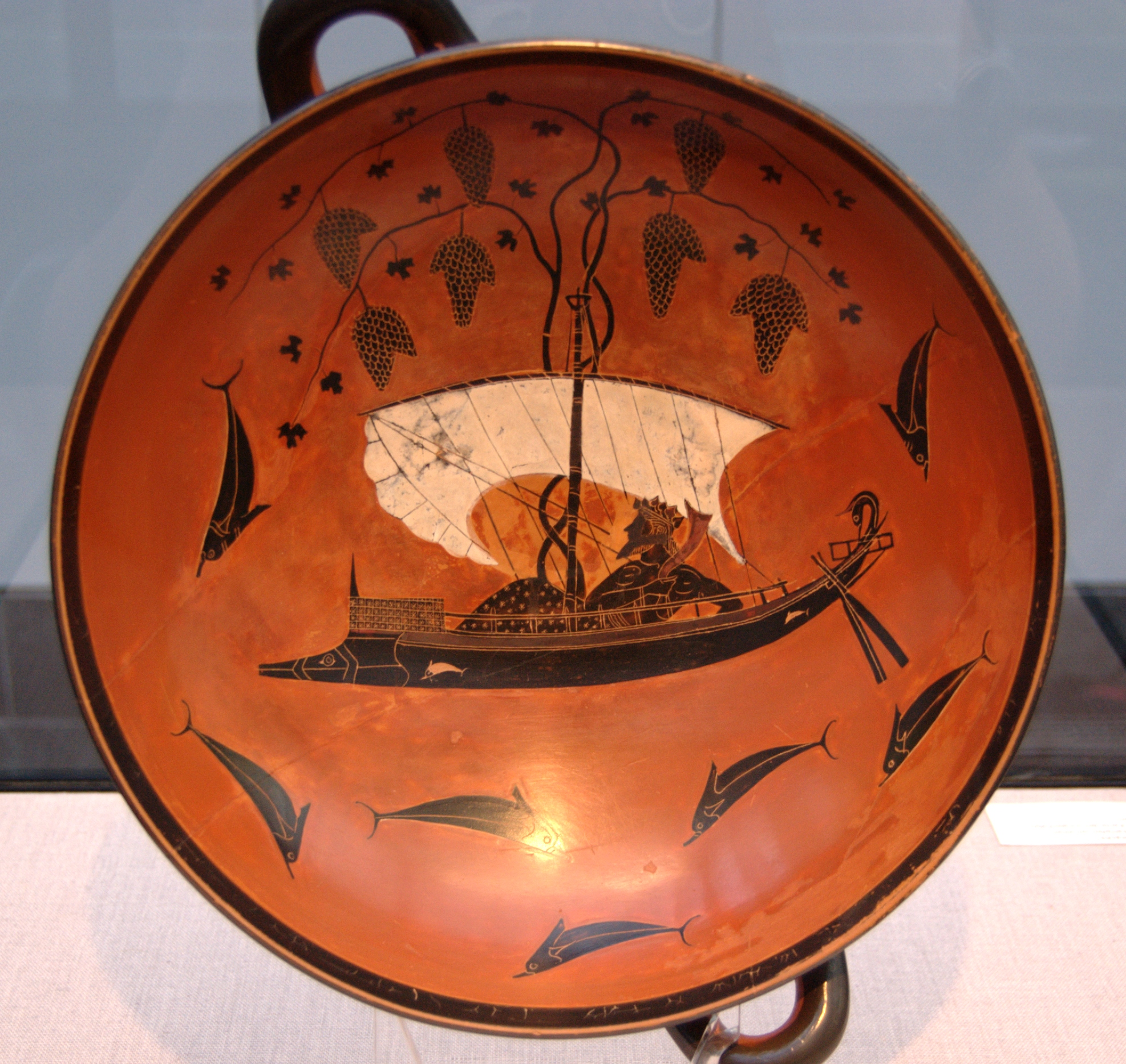
Чорнофігурний Кілікс Діоніс у човні, або «Чаша з очима», вазописець Ексекій, Державне античне зібрання
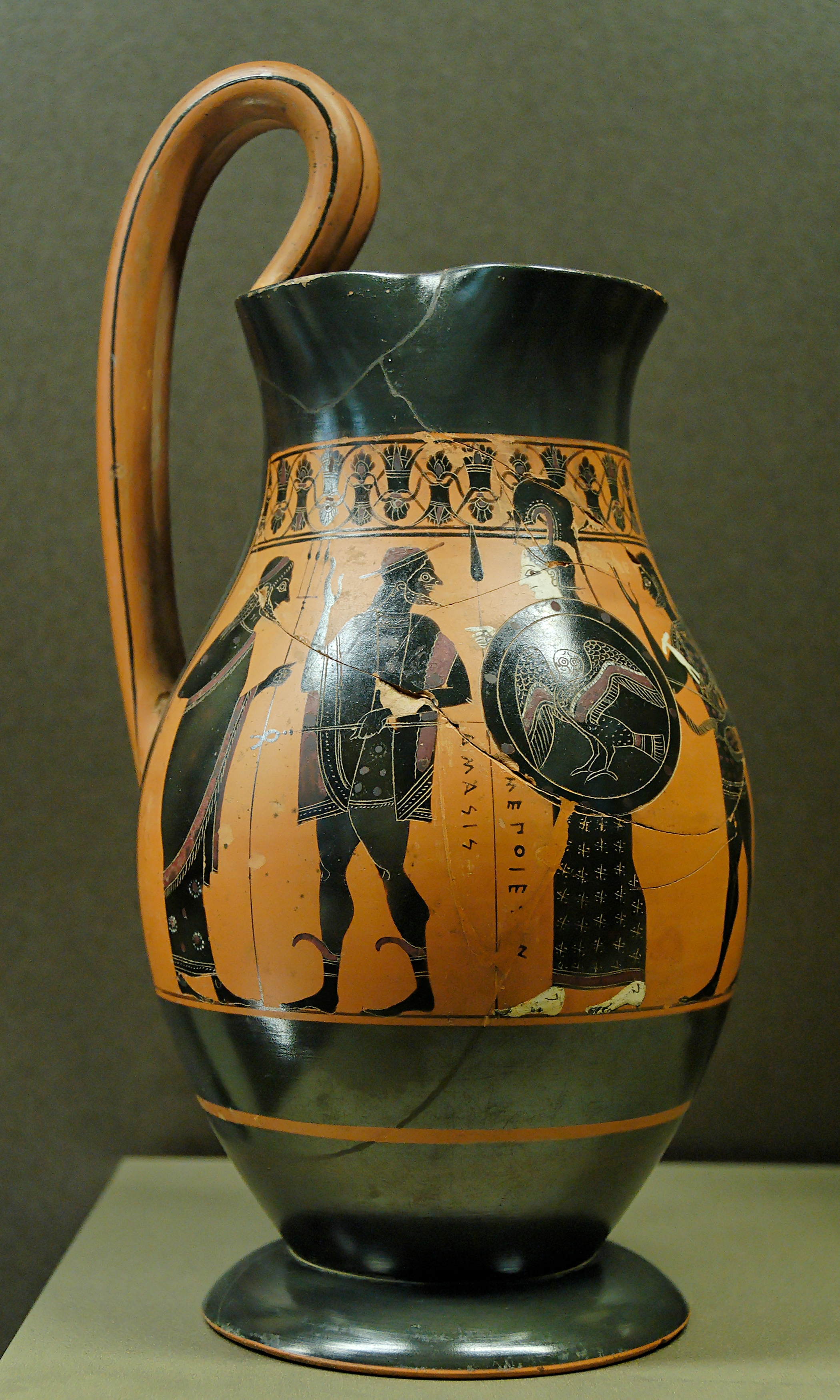
Геракл та Афіна, бл. 540до н. е., Лувр
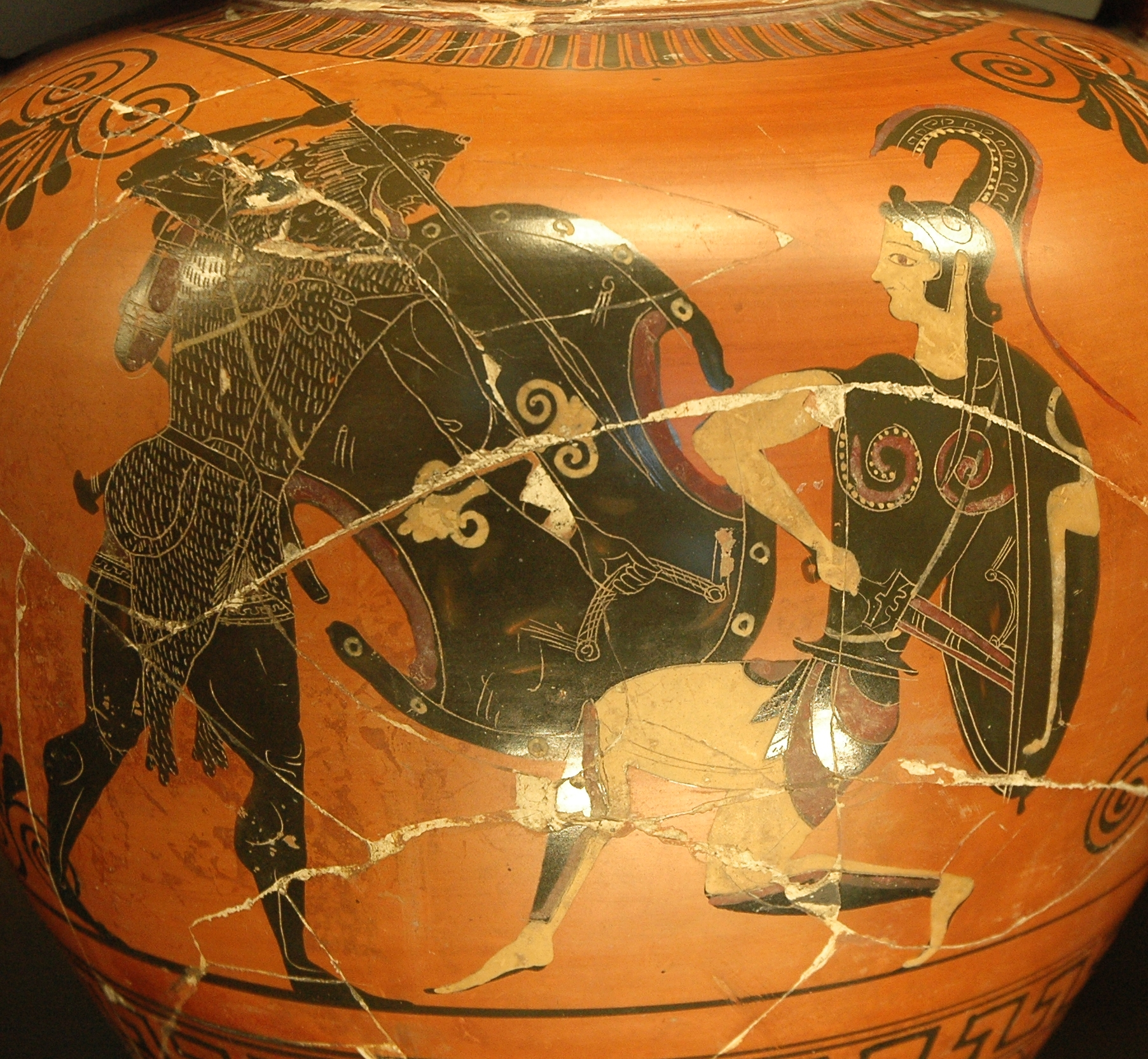
Геракл бореться проти амазонок. Ранній чорнофігурний стиль, тіло жінки виконано в білому кольорі. Близько 530 до н.е., Лувр, Париж
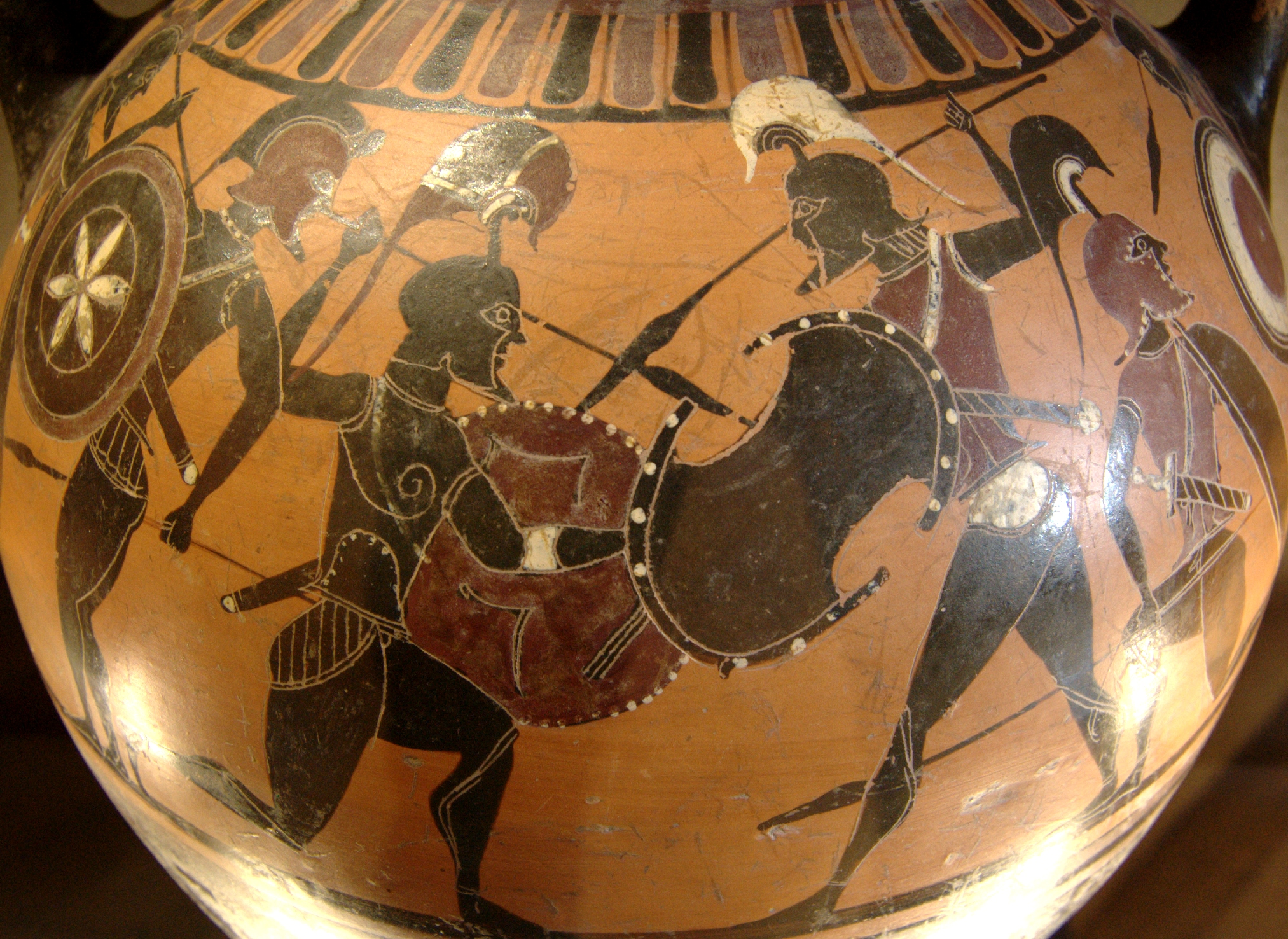
Сцена аттичної чорнофігурної амфори, Вазописець Прометея, VI століття до н. е., Лувр, Париж
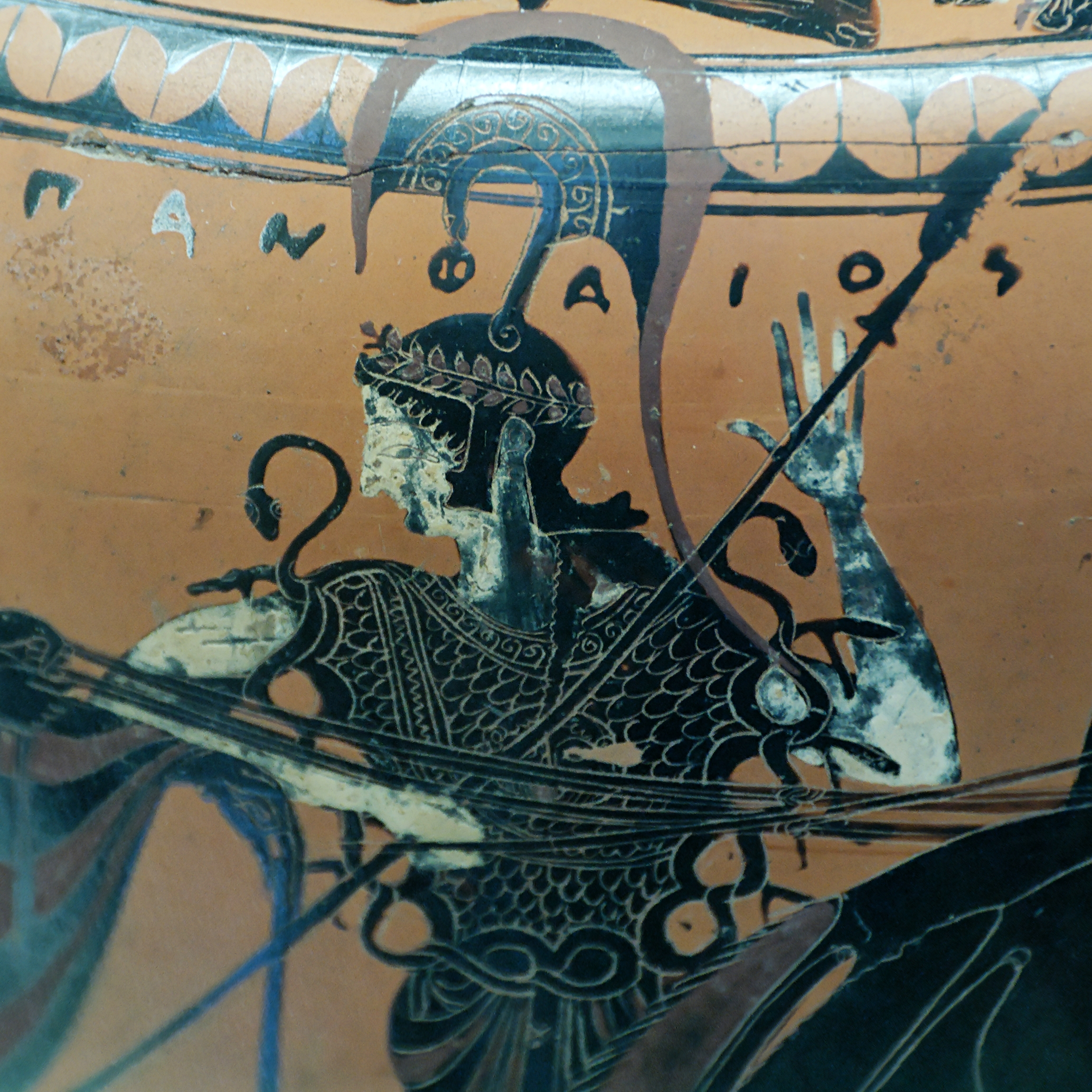
Афіна, бл. 540 до н. е. Знайдено в Тосканії, Париж
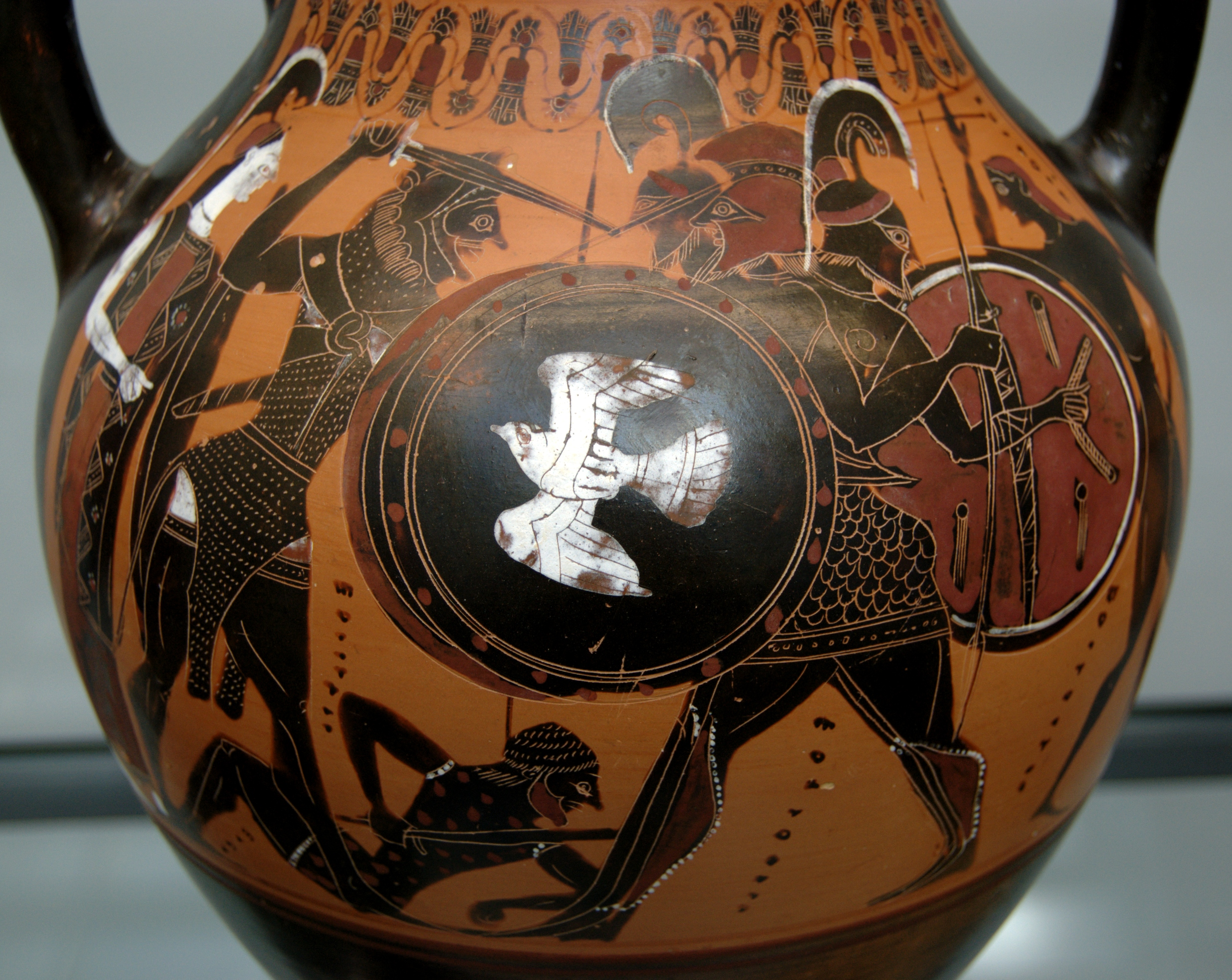
Геракл та Геріон, іменна ваза Мюнхенського вазописця, Державне античне зібрання, Мюнхен
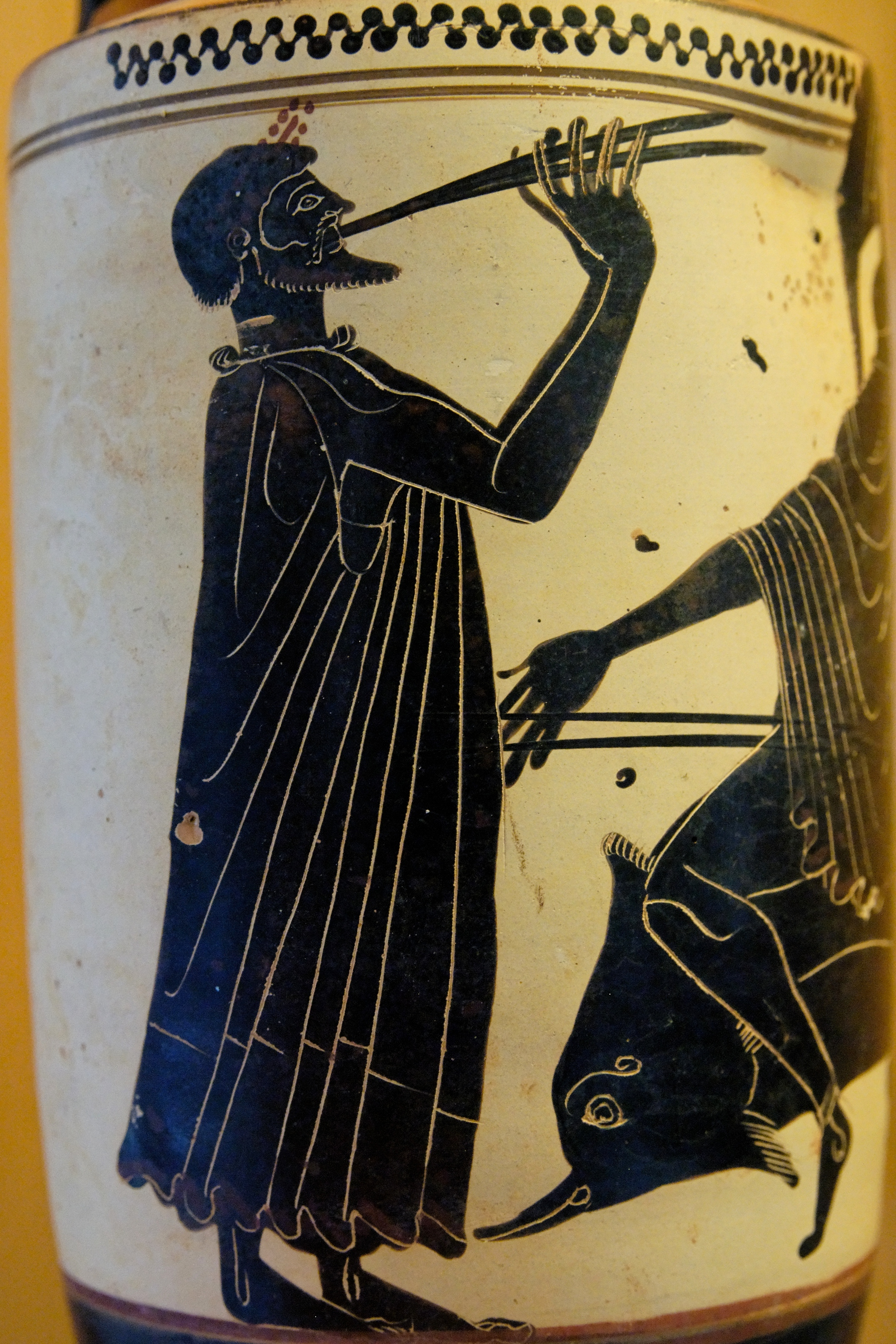
Чорнофігурний вазопис. Гра на авлосі. Палермо, Крайовий археологічний музей Антоніо Салінаса
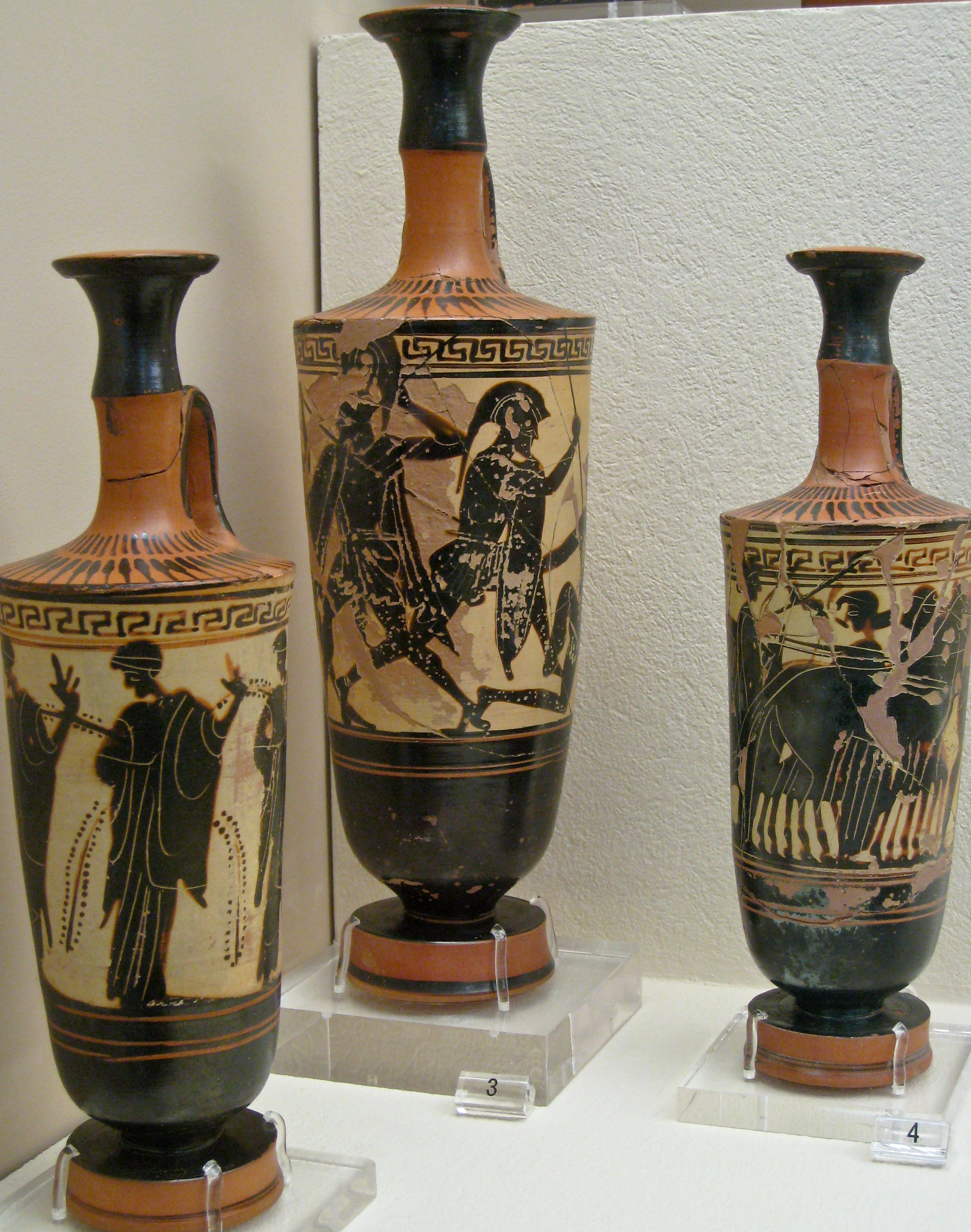
Майстерня Белдама. Лекіфи, чорнофігурний вазопис, Археологічний музей Керамікосу, Греція
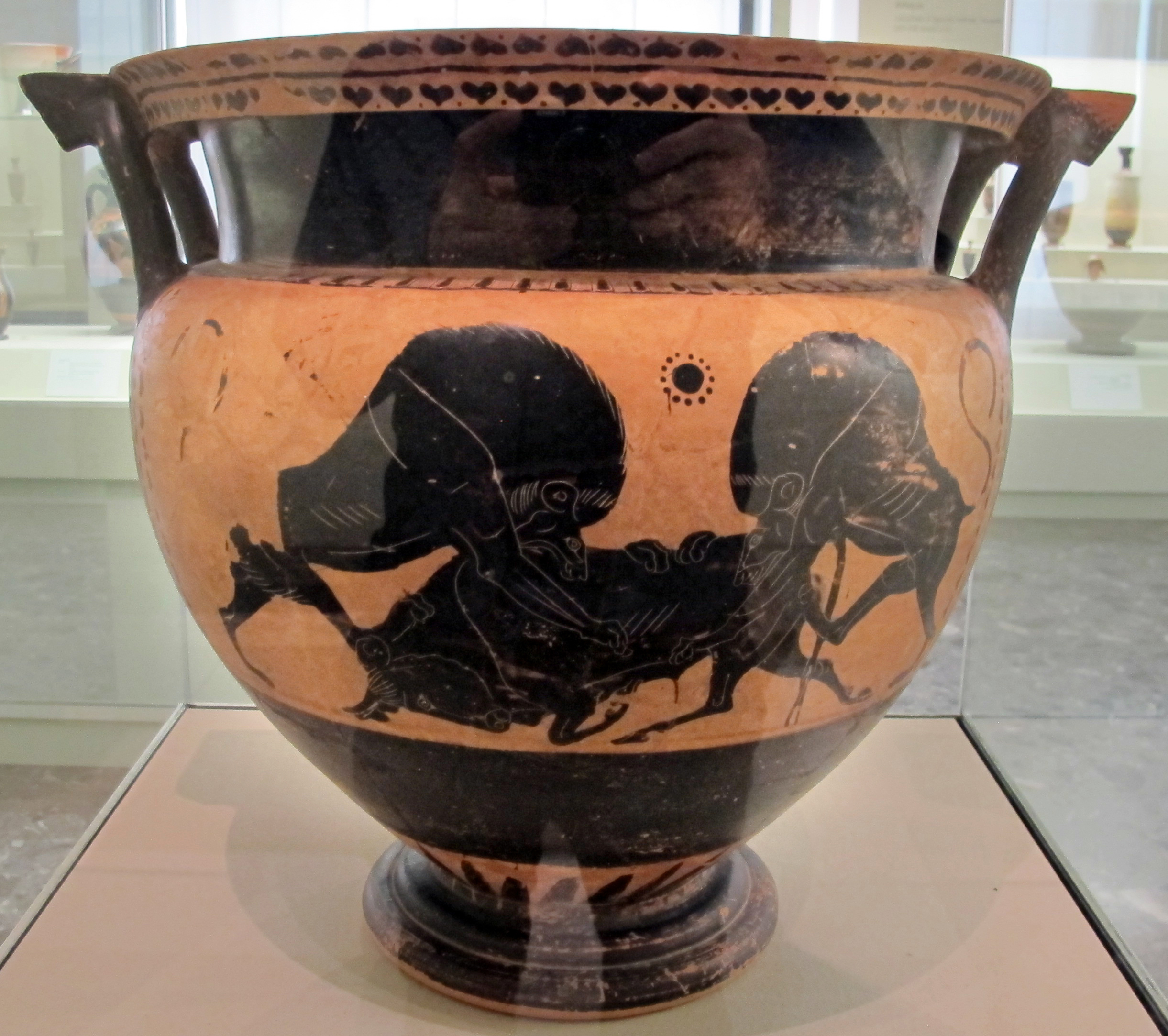
Чорнофігурний кратер, «Леви уполювали бика», Аттика, 530–520 рр. до н.е., Женевський музей мистецтва і історії
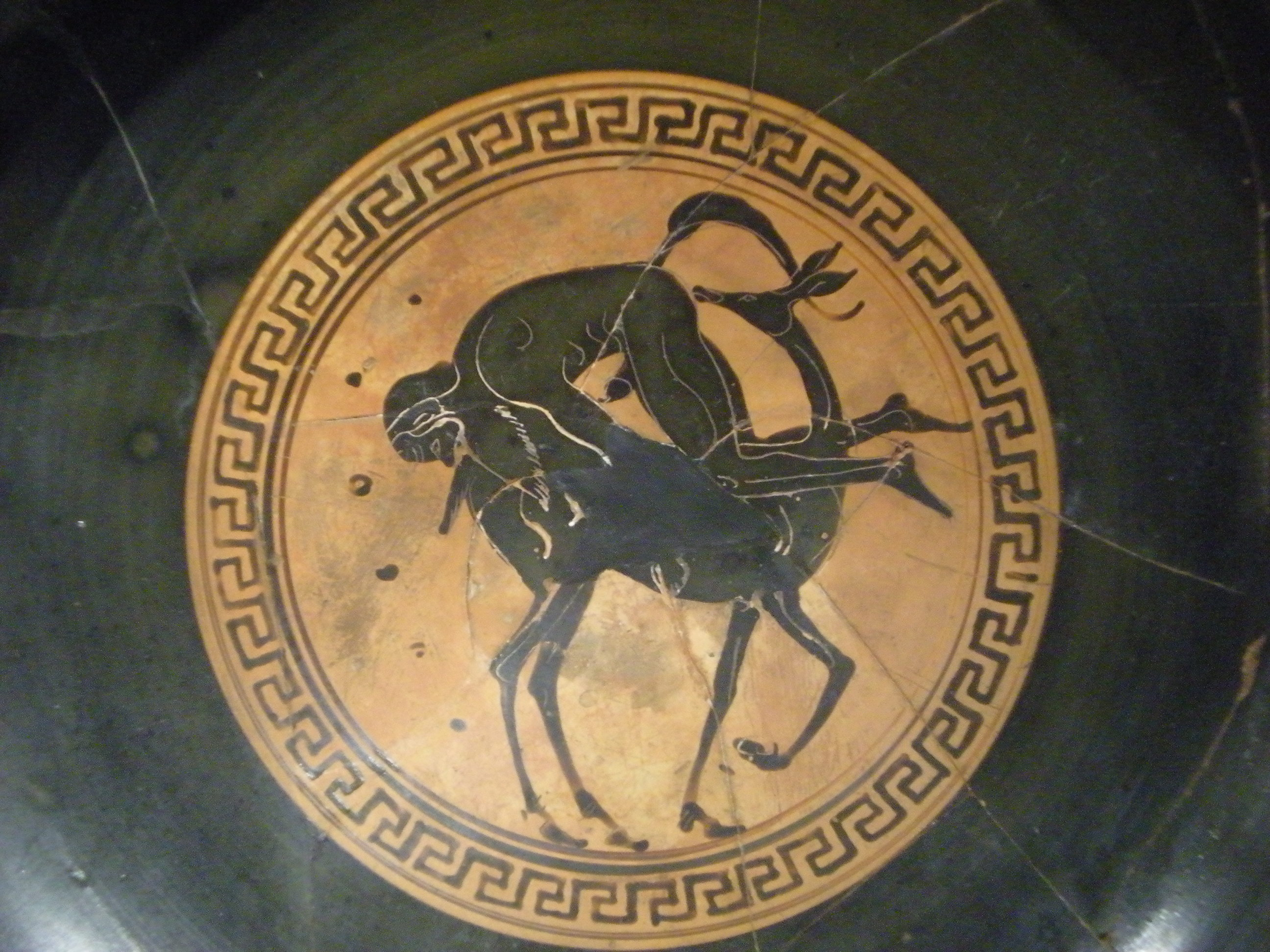
Кілікс: сатир грає з ланню, виготовлений в Афінах, знайдений на Родосі
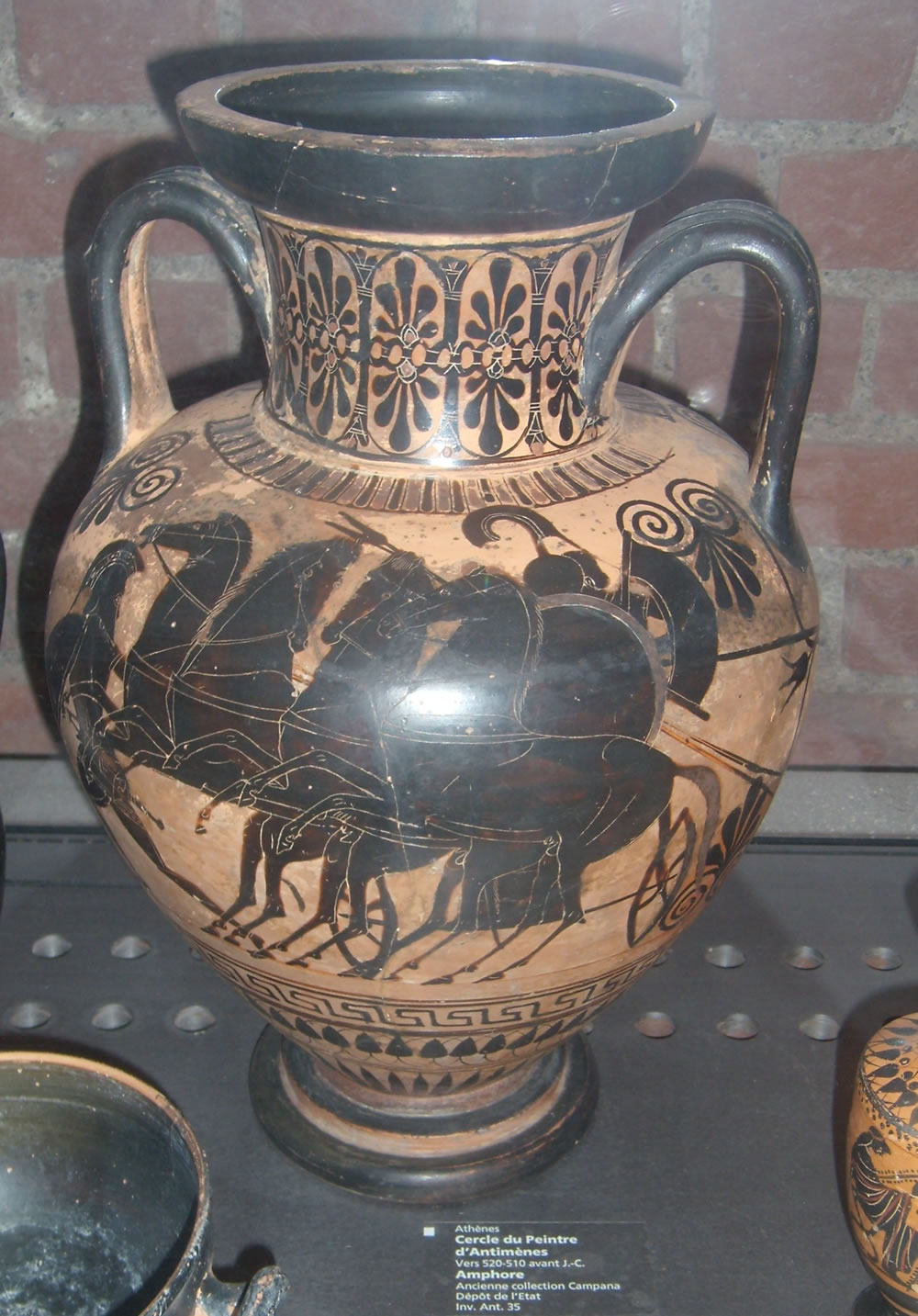
Пеліка з квадригою, музей у Ліль
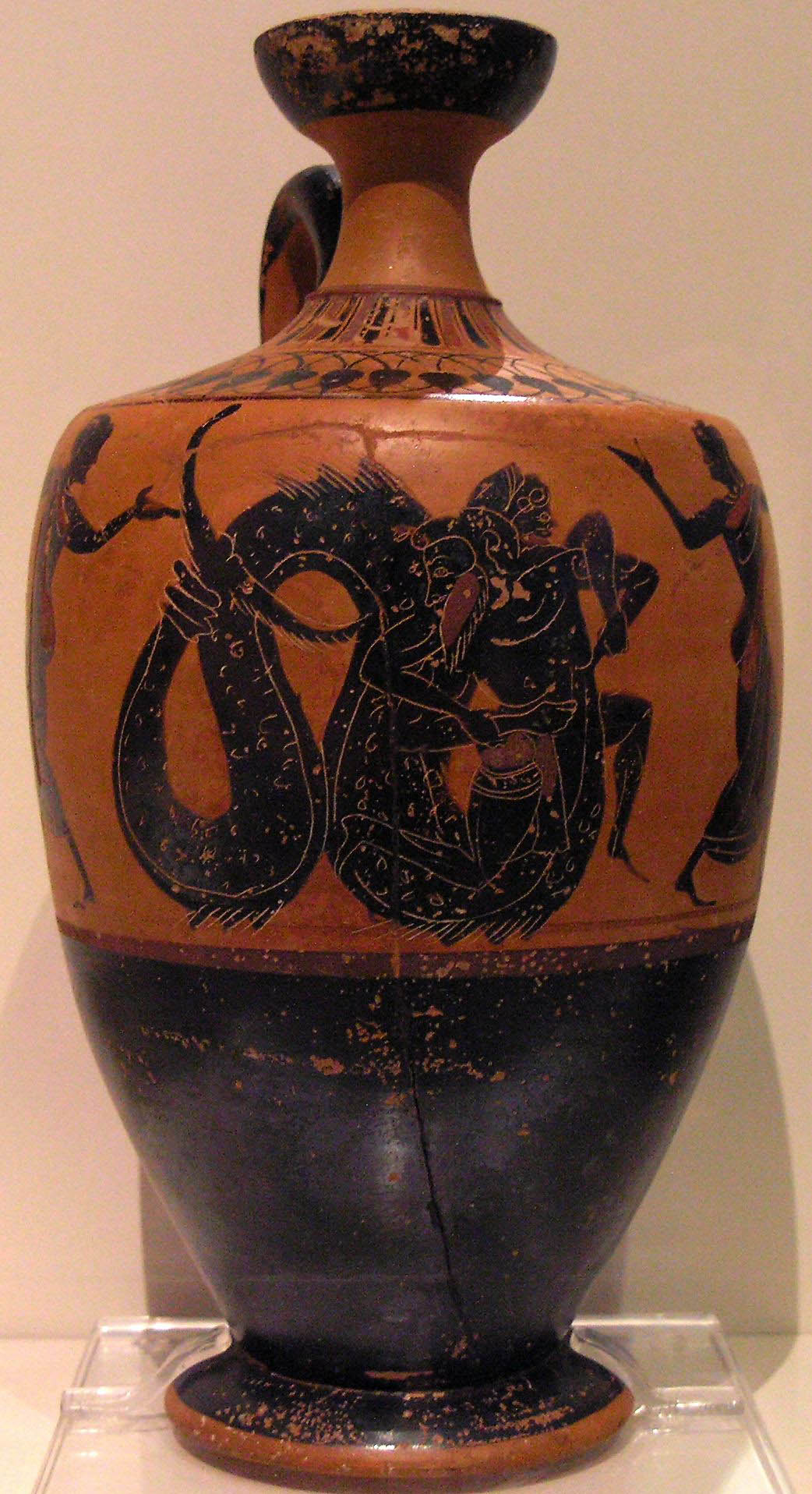
Лекіф: двобій Геракла з тритоном, Національний археологічний музей Афін
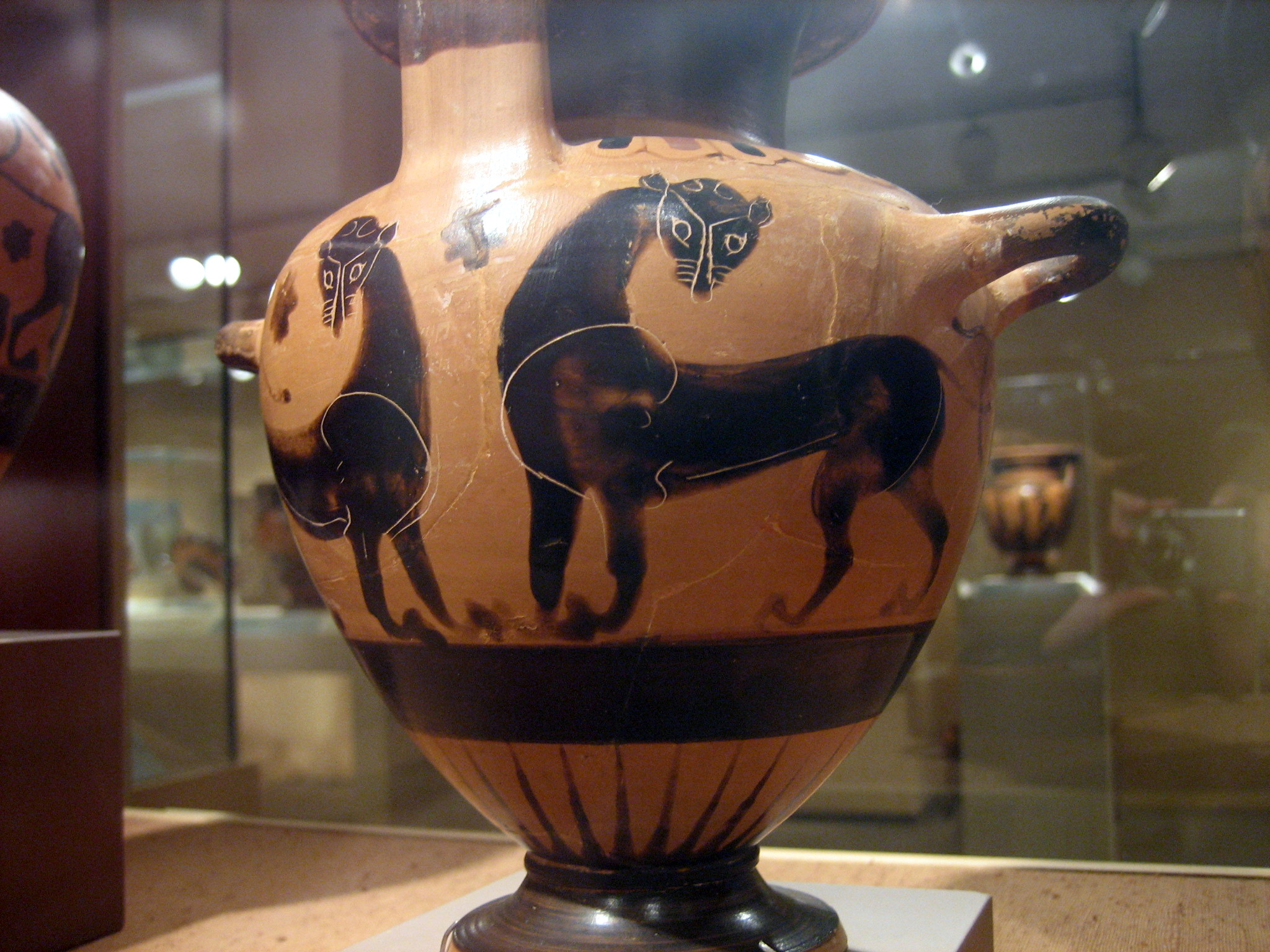
Гідрія із левицями. Музей мистецтва Кіклад, Афіни.
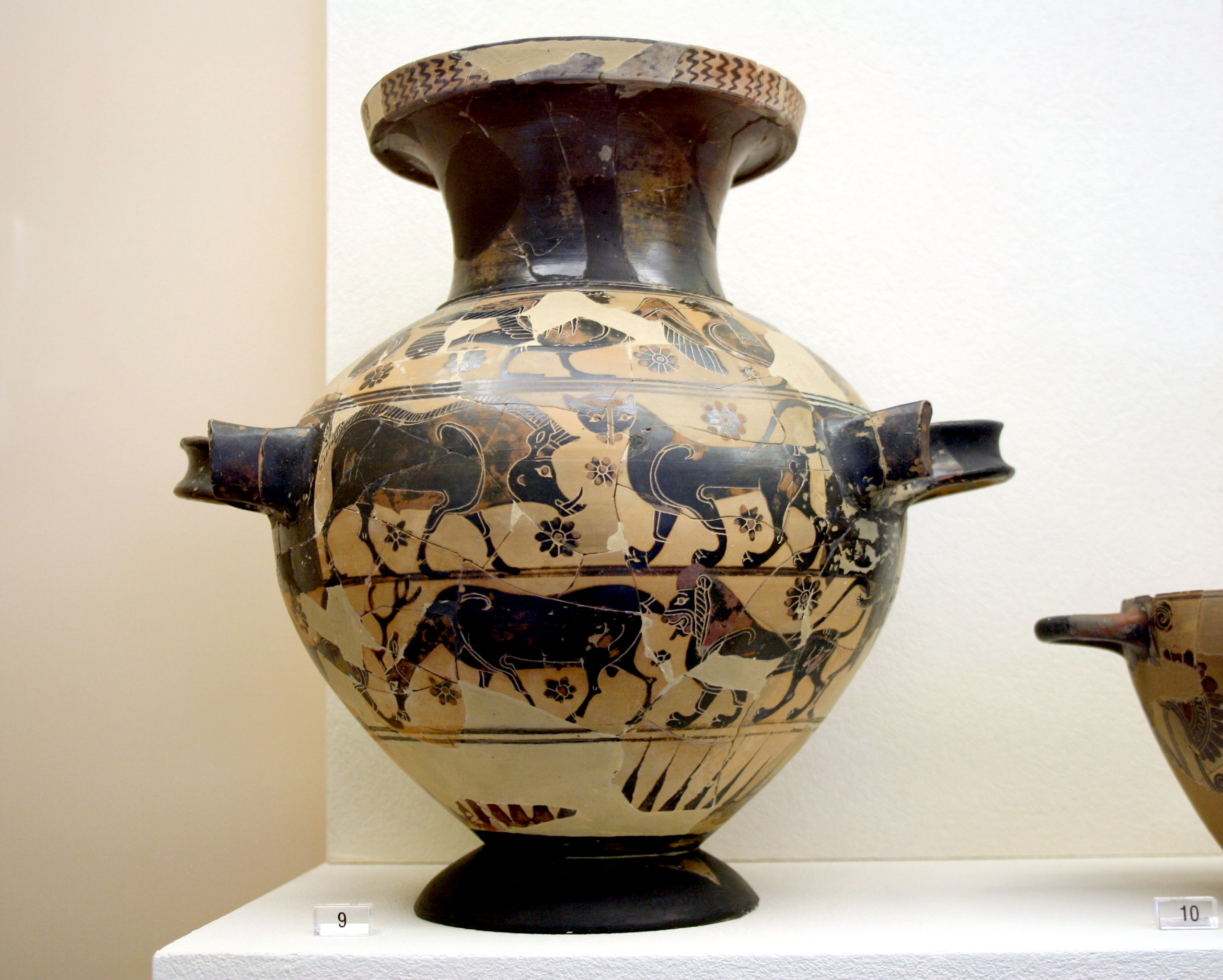
Гідрія, Афіни, Археологічний музей Керамікосу, Греція
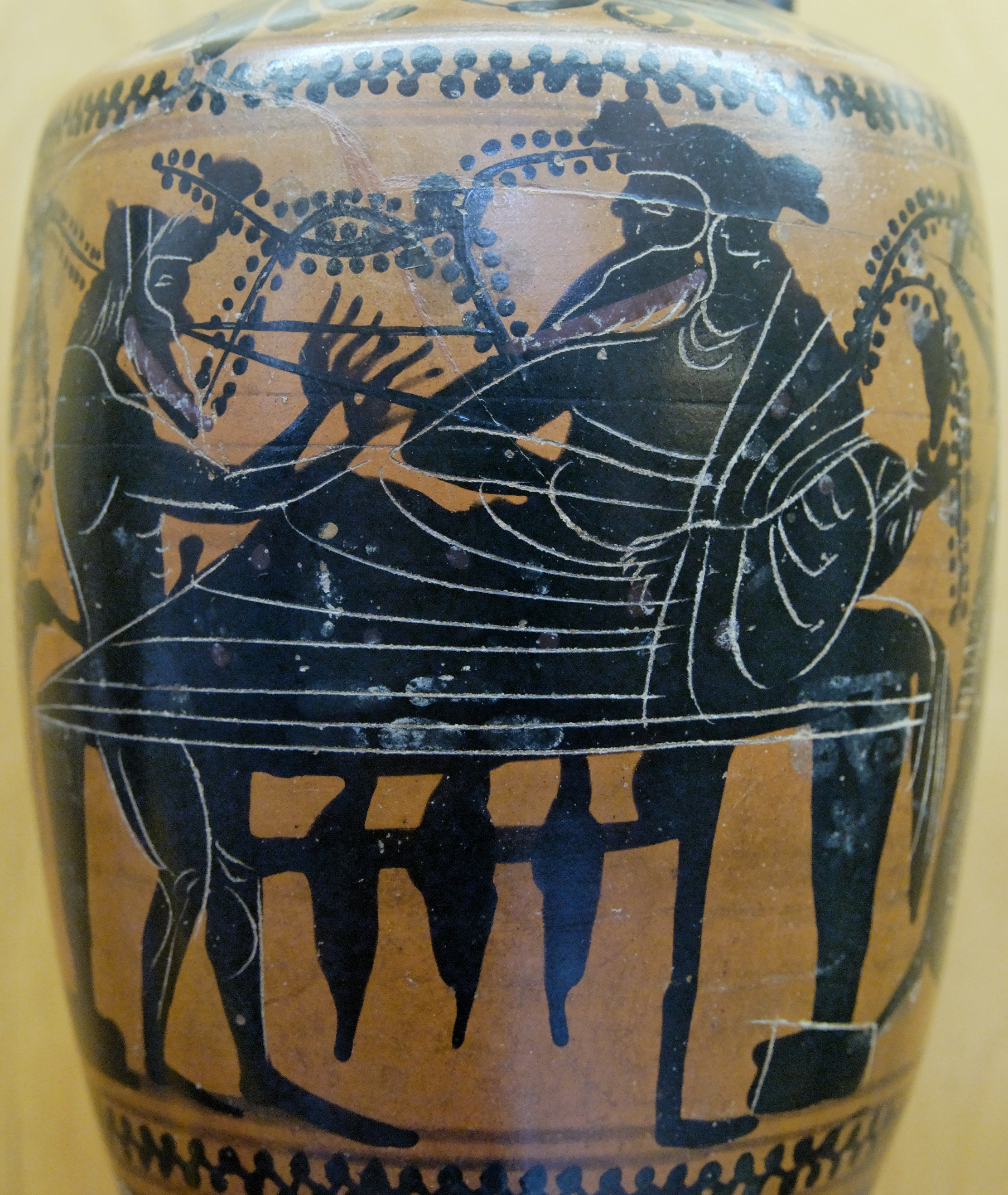
Фрагмент лекіфа: сатир розважає Діоніса грою на авлосі
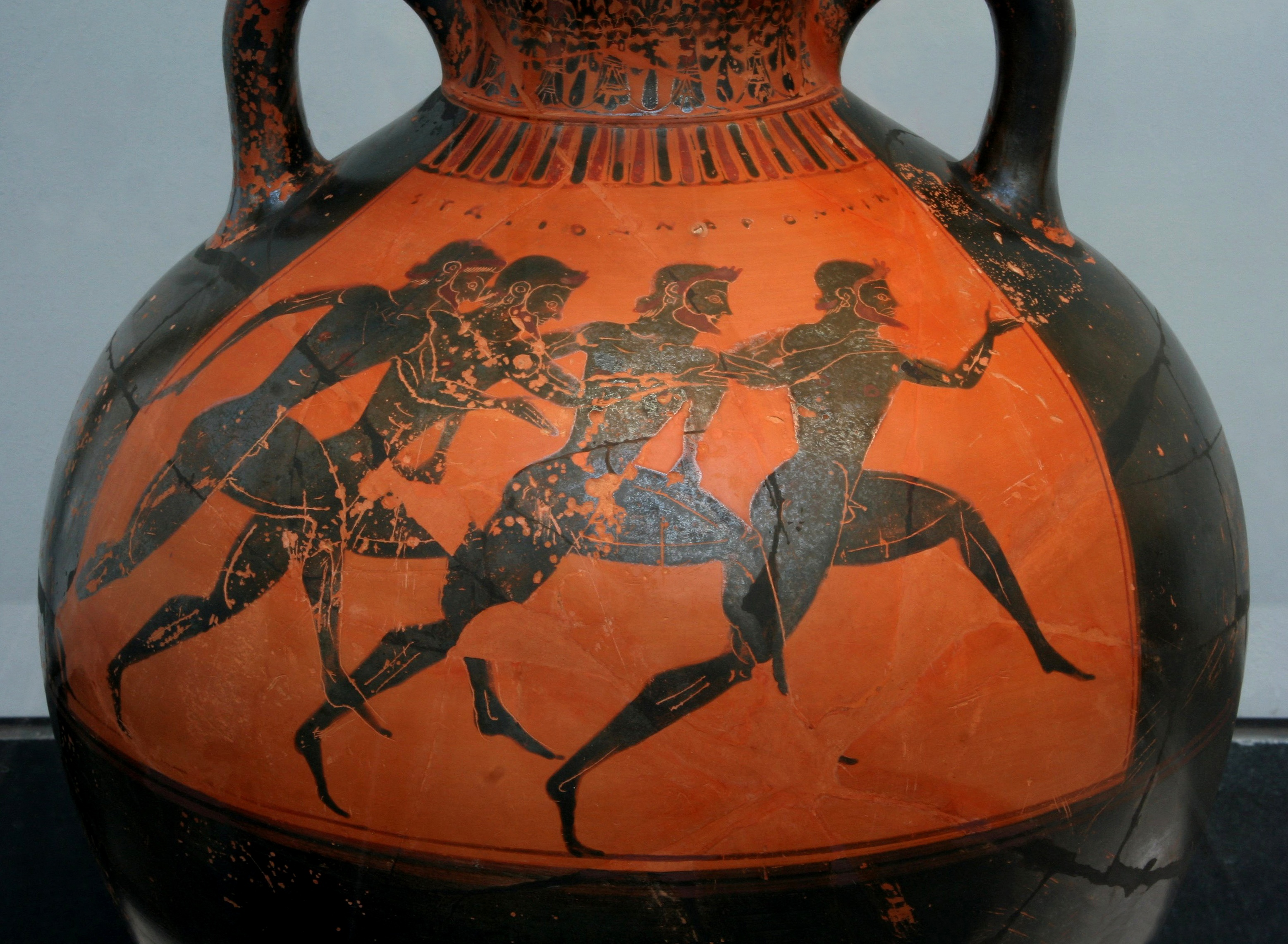
Панафінейська амфора: бігуни на Панафінеях.
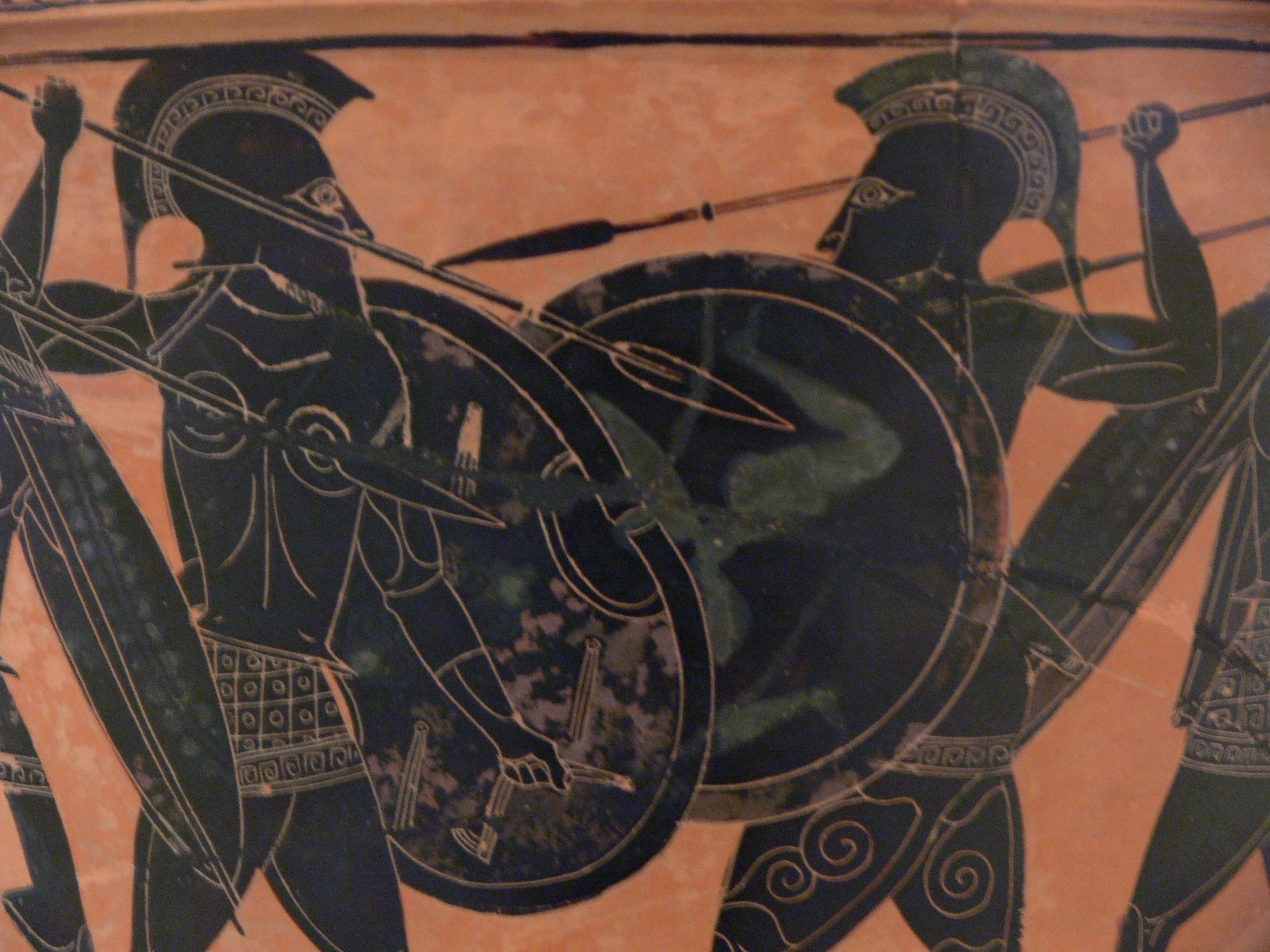
Фрагмент амфори: гопліти з аспісами, Національний археологічний музей Афін

#### Червонофігурний вазопис
Червонофігурні вази вперше з'явилися близько 530 р. до н. е. Вважається, що цю техніку спочатку застосував вазописець Андокід. На відміну від чорнофігурного вазопису, чорним кольором почали фарбувати не силуети фігур, а навпаки тло, залишаючи фігури незафарбованими. Окремими щетинками на нефарбованих фігурах виконувались найтонші дрібниці зображень. Різні склади шлікера дозволяли отримувати будь-які відтінки коричневого. З появою червонофігурного вазопису протиставлення двох кольорів стало обіграватися на вазах-білінгвах, на одній стороні яких фігури були чорними, а на іншій — червоними.
Червонофігурний стиль збагатив вазопис великою кількістю міфологічних сюжетів, водночас крім них на червонофігурних вазах зустрічаються замальовки з повсякденного життя, жіночі образи та інтер'єри гончарних майстерень. Небачений колись для вазопису реалізм досягався складними у виконанні зображеннями кінних запрягів, архітектурних споруд, людських образів у три чверті та зі спини.
Вазописці стали частіше використовувати підписи, хоча як і раніше на вазах переважають автографи гончарів. Гончарі залишали підпис у вигляді власного імені у поєднанні з дієсловом дав.-гр. ἐποίησεν (epóiesen — зробив), а вазописці — дав.-гр. ἔγραψεν (égrapsen — намалював). Якщо вазописець сам виготовляв посудину для розпису, то він ставив обидва «штампи». Завдяки підписам вдалося прив'язати багато творів гончарного мистецтва певним майстрам, одночасно склавши уявлення про їх творчий розвиток.
Уже в V столітті до н. е. в нижній Італії виникли знані майстерні, які працювали з цим стилем вазопису і змагалися з вазописними майстернями в Аттиці. Червонофігурний стиль наслідувався і в інших регіонах, де, проте не отримав особливого визнання.

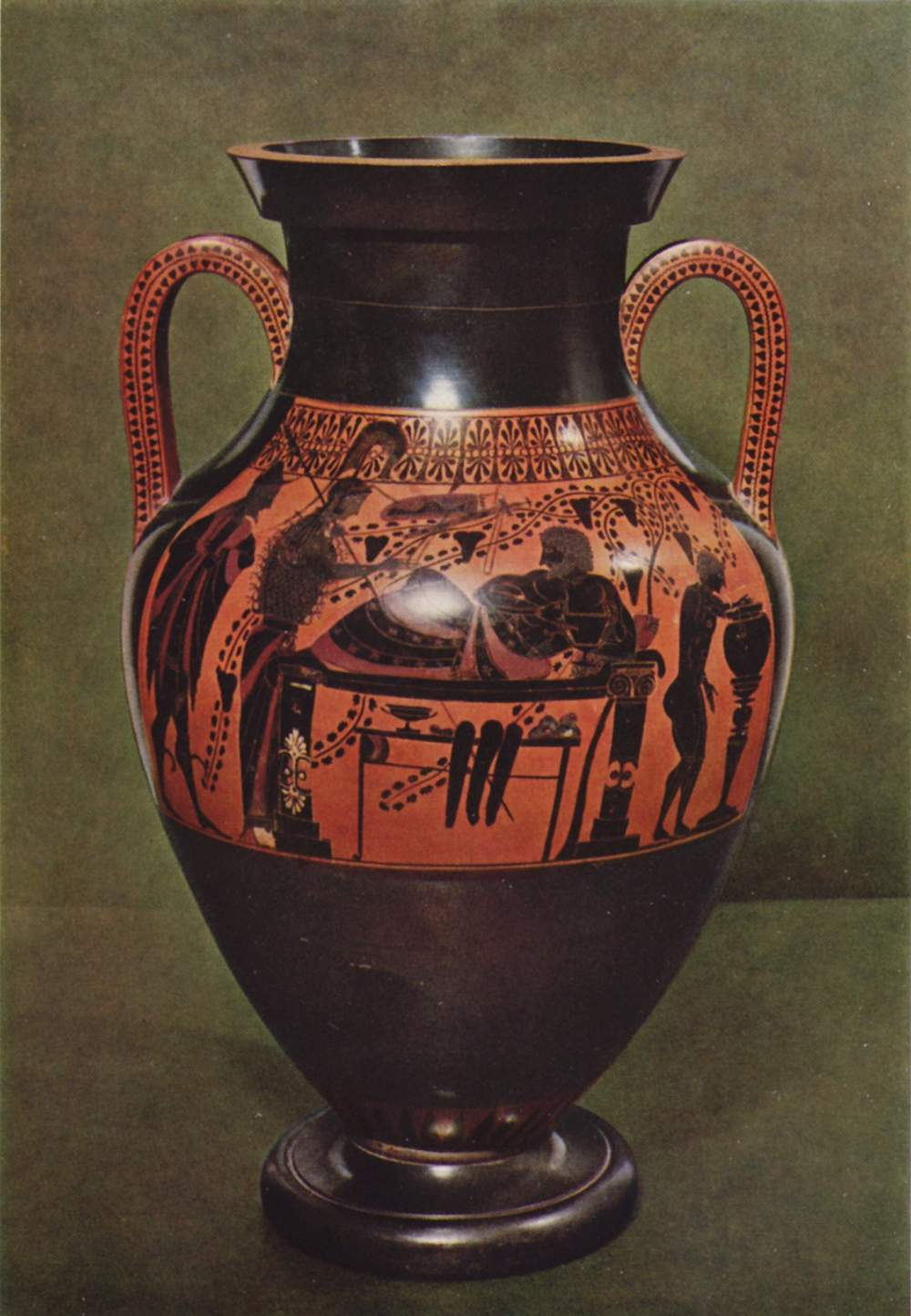
Амфора-білінгва: чорнофігурна сторона
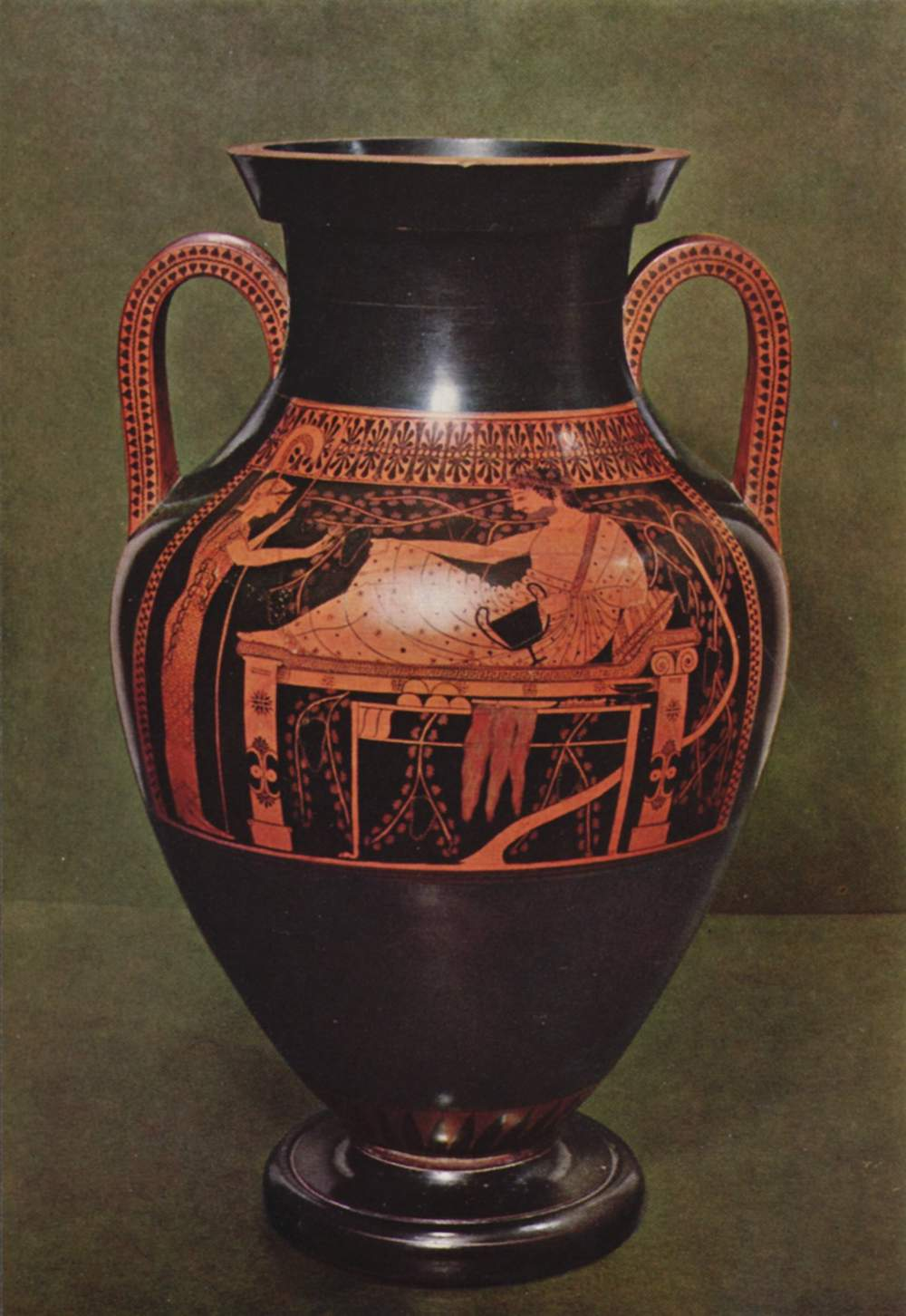
Амфора-білінгва вазописця Андокіда. Геракл та Афіна. Бл. 520 до н. е. Державне античне зібрання. Мюнхен
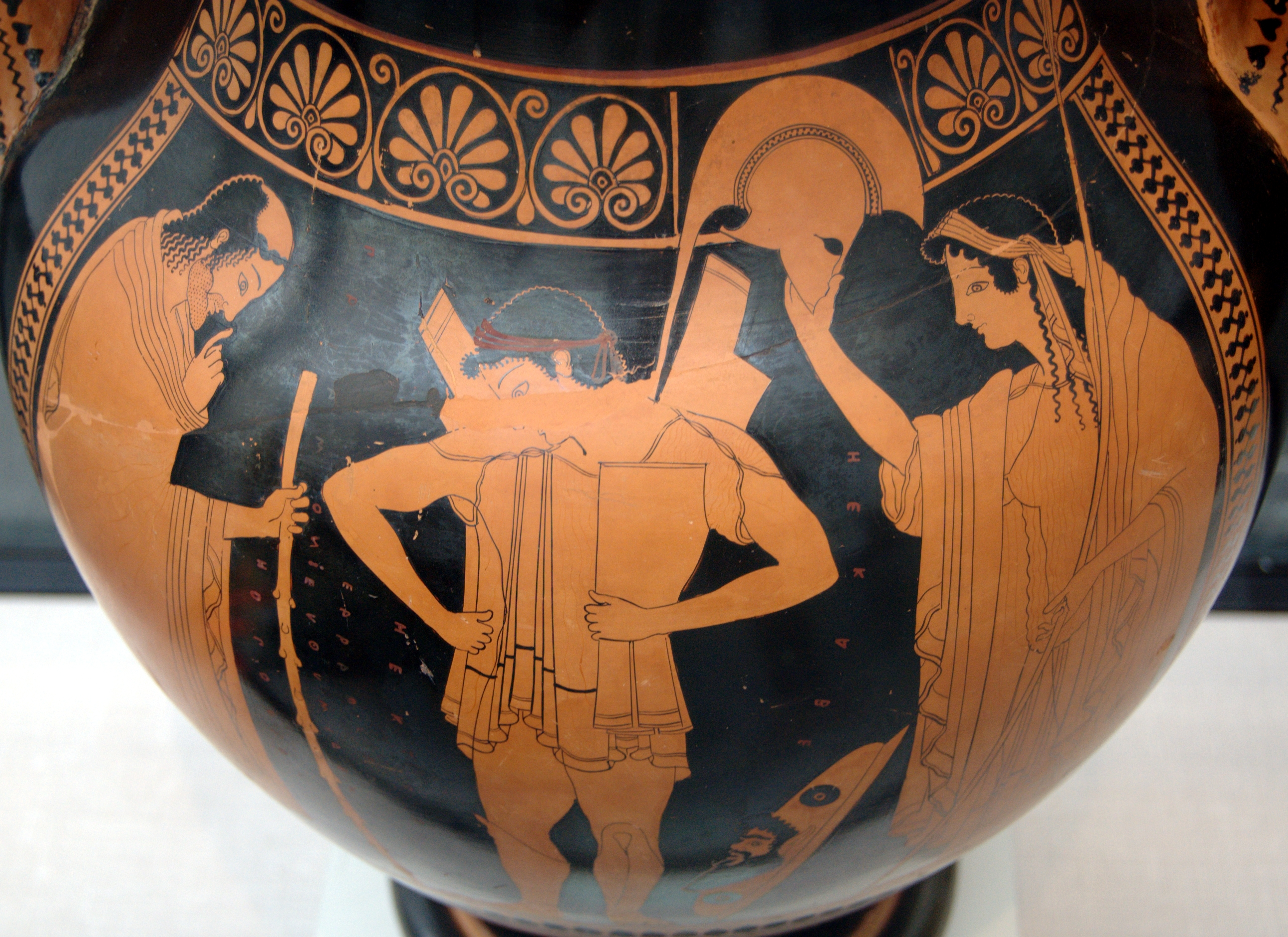
Червонофігурна амфора: Гектор одягає лати, поруч Пріам та Гекуба, вазописець Евфімід, Державне античне зібрання
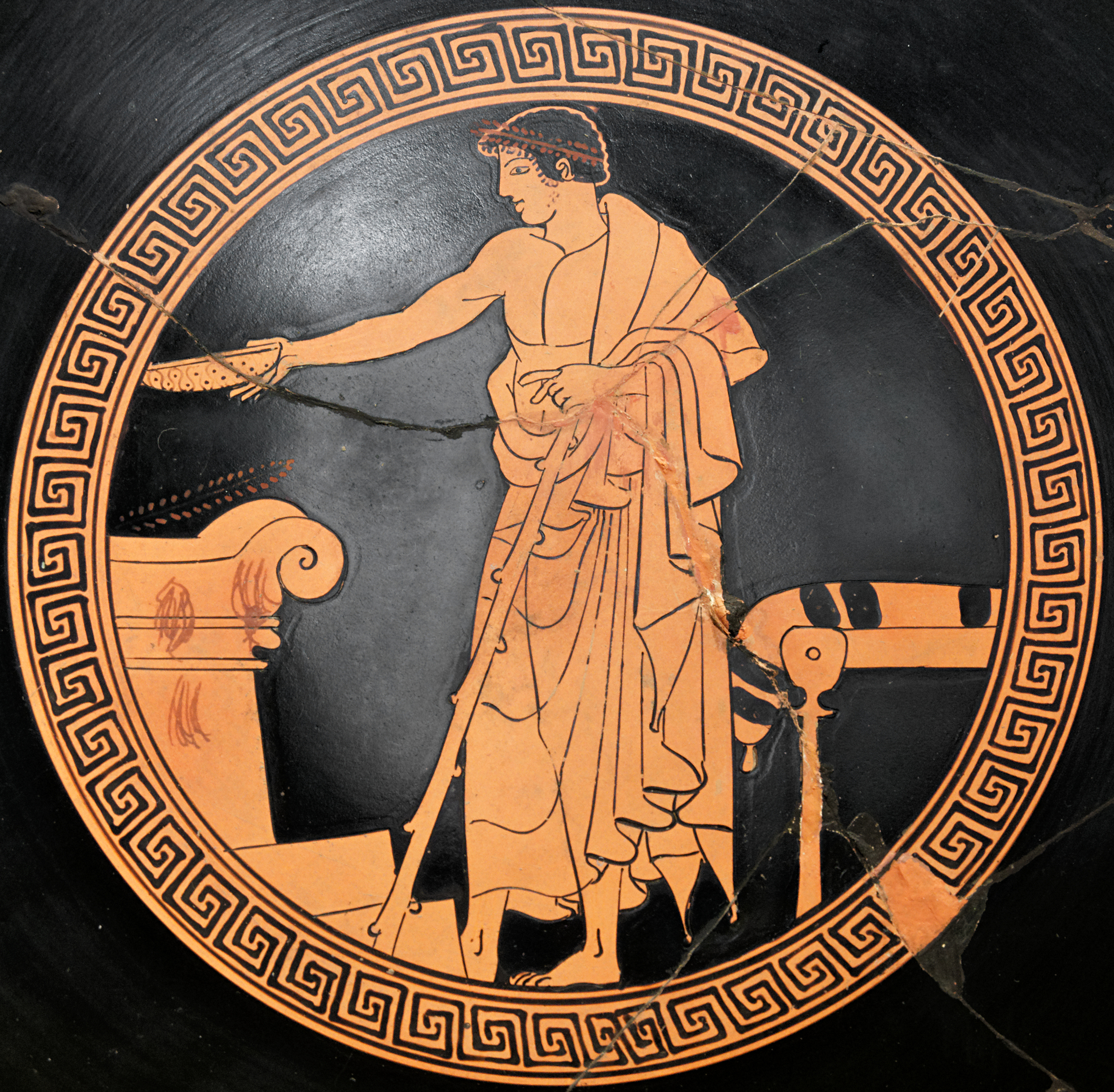
Червонофігурна фіала із зображенням юнака
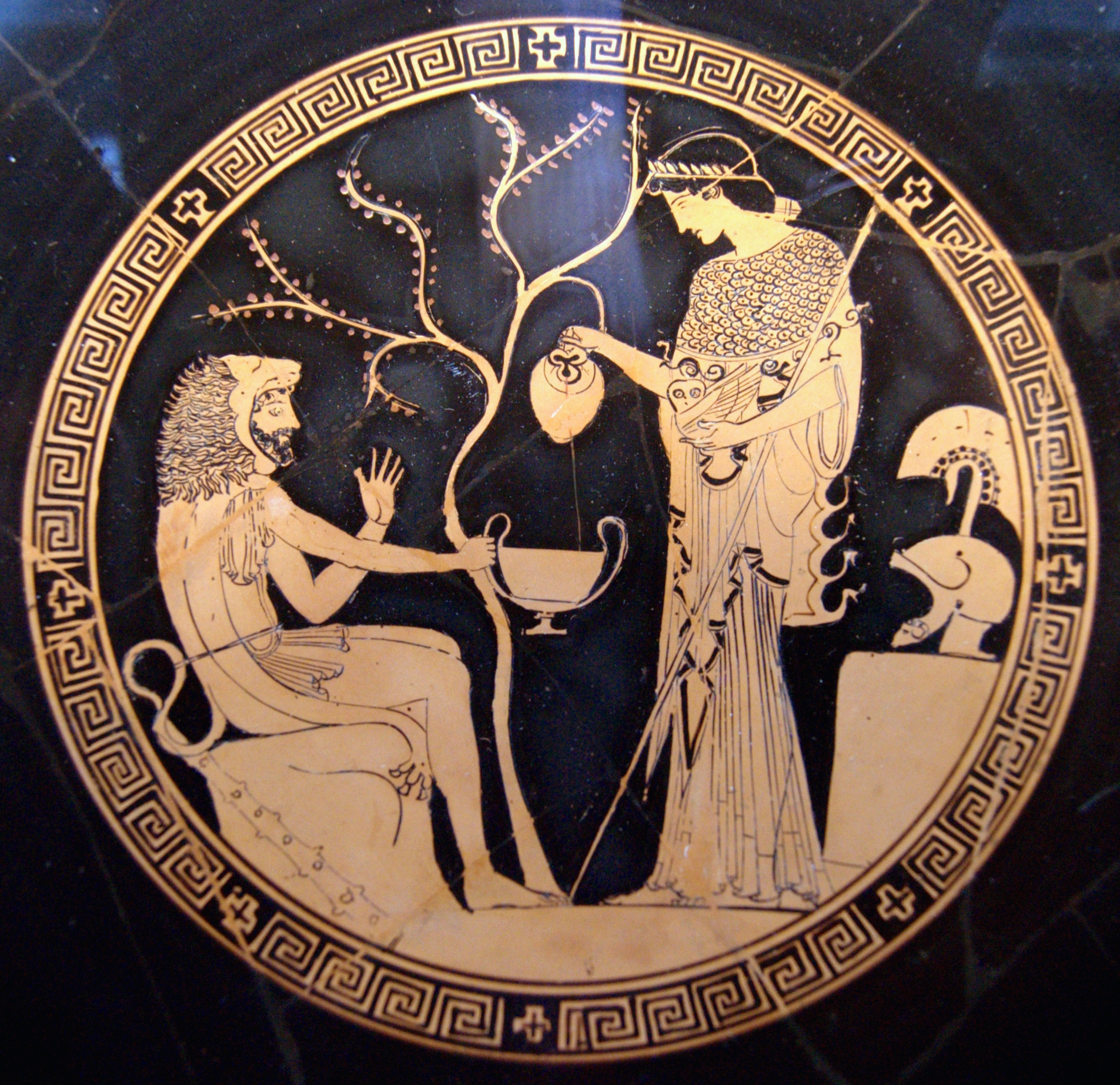
Тондо. Геракл та Афіна, бл. 480–470 до н. е.
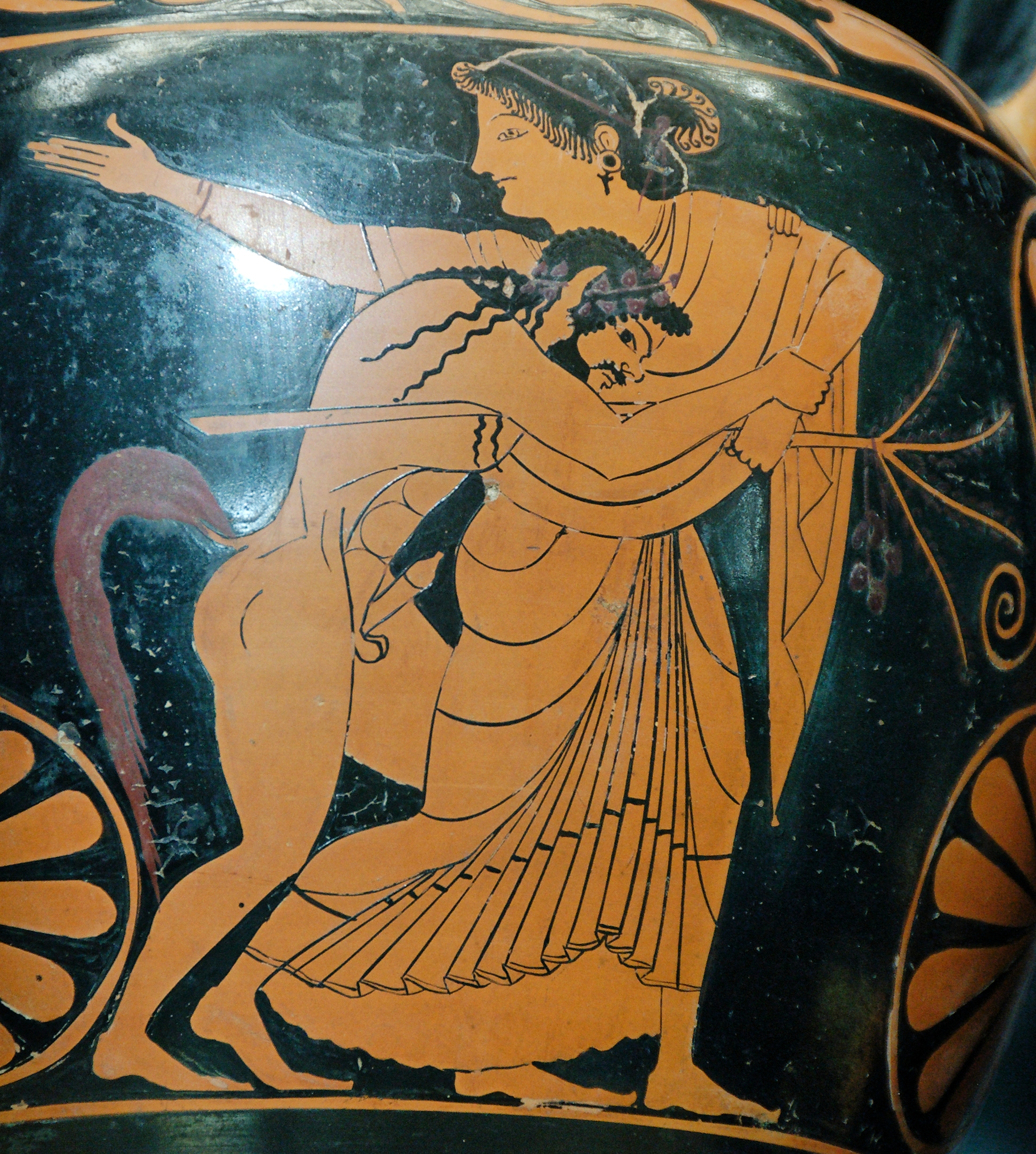
Бл. 520 до н. е., Лувр

#### Вазопис на білому тлі
Для розпису ваз у цьому стилі як основу використовували білу фарбу, на яку наносилися чорні, червоні або багатобарвні фігури. Ця техніка вазопису переважно застосовувалася в розписі лекіфів, арібалів і алабастронів.

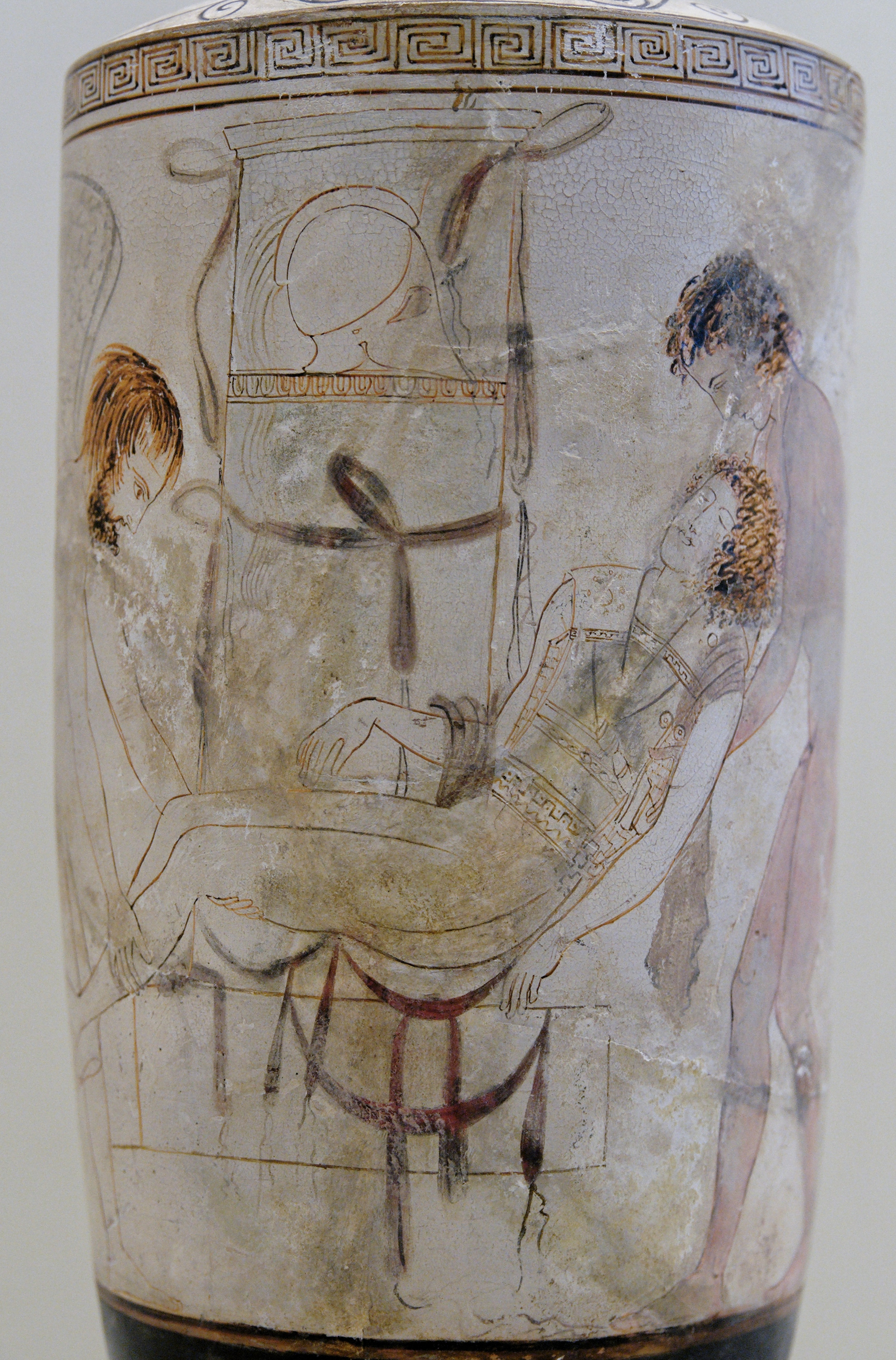
Лекіф, виконаний в техніці на білому фоні. Гіпнос та Танат виносять тіло Сарпедона з поля бою в Трої. 440 до н. е., Британський музей, Лондон

#### Вази-гнафії

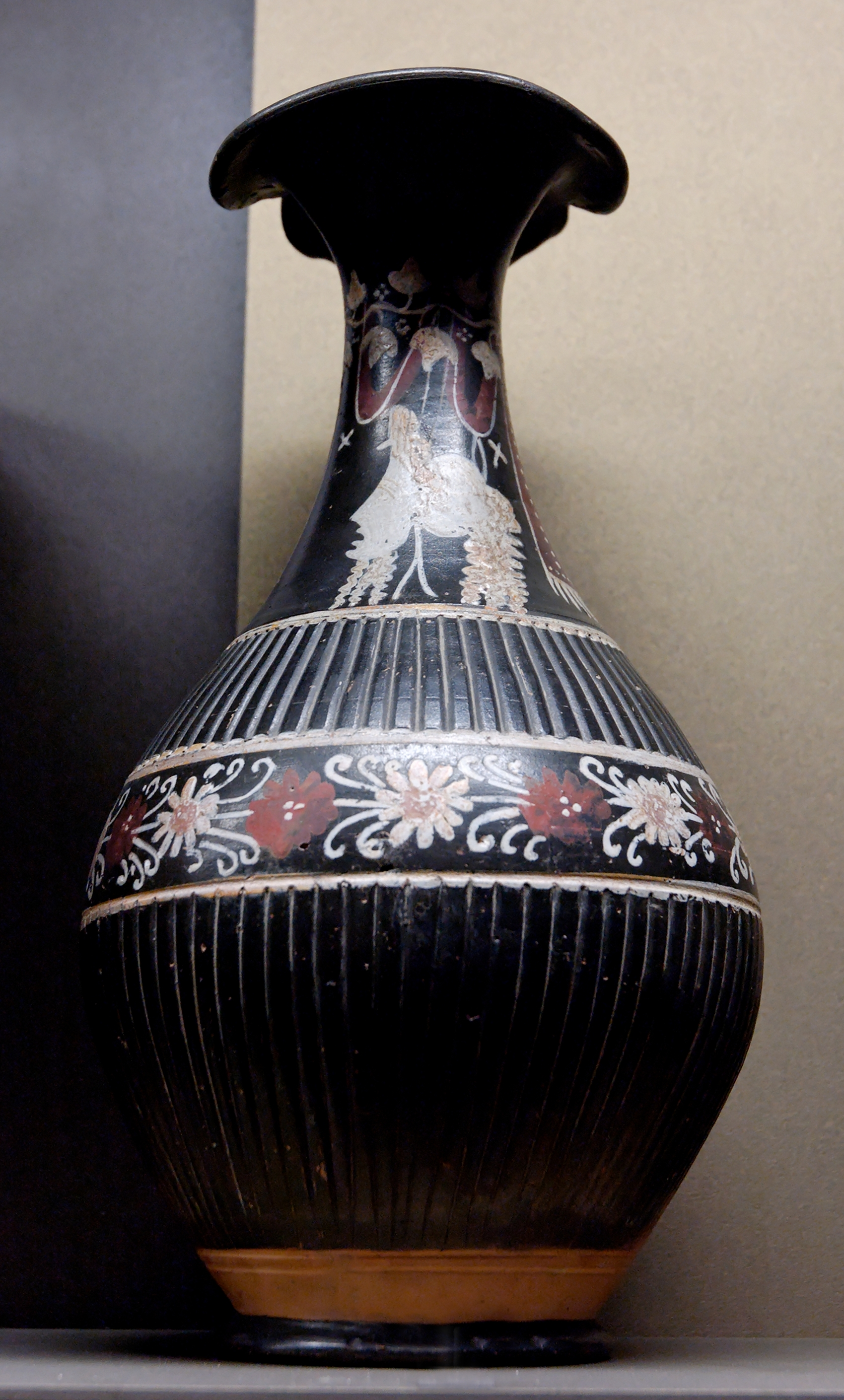
Ойнохоя-гнафія. 300-290 роки до н. е. Лувр

Вази-гнафії, названі за місцем першого їх виявлення в Гнафії (Апулія), з'явилися в 370-360 роках до н. е.. Ці вази родом із нижньої Італії одержали широке поширення в грецьких метрополіях і за їх межами. У розписі гнафій по чорному лаковому фону використовувалися білий, жовтий, помаранчевий, червоний, коричневий, зелений та інші кольори. На вазах зустрічаються символи щастя, культові зображення і рослинні мотиви. З кінця IV століття до н. е. розпис у стилі гнафії почав виконуватися винятково білою фарбою. Виробництво гнафій тривало до середини III століття до н. е.

#### Вази з Канози
Близько 300 року до н. е. в апулійскій Канозі виник регіонально обмежений центр гончарного виробництва, де керамічні вироби розписувалися водорозчинними, що не вимагали випалу фарбами на білому тлі. Ці твори вазопису дістали назву «канозських ваз» і використовувалися в поховальних обрядах, а також вкладалися до поховань. Крім своєрідного стилю вазопису для канозської кераміки притаманні великі ліпні зображення фігур, що встановлювались на вази. Канозські вази виготовлялися протягом III і II століть до н. е.

#### Вази з Чентуріпе

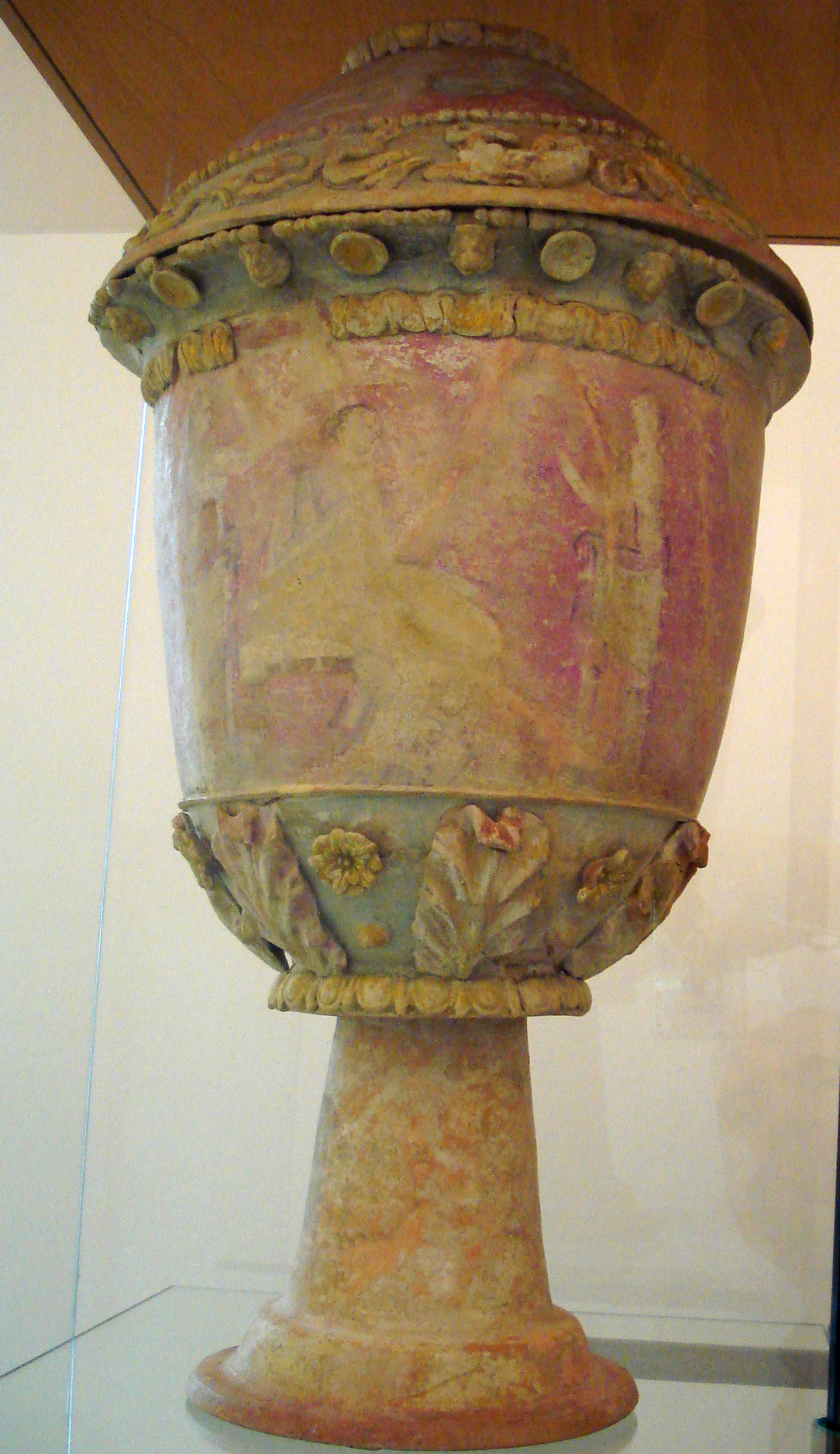
Чентуріпська ваза, 280-220 до н.е.

Як і у випадку з канозськими вазами, чентуріпські вази отримали лише місцеве поширення в Сицилії. Керамічні посудини складалися воєдино з декількох частин і не використовувалися за своїм прямим призначенням, а лише вкладалися в поховання. Для розпису чентуріпських ваз використовувалися пастельні тони по ніжно-рожевому тлі, вази прикрашалися великими скульптурними зображеннями людей в одязі різних кольорів і чудовими аплікативними рельєфами. На чентуріпських вазах відтворювалися сцени жертвоприношення, прощання і поховальних обрядів.

## Центри вазопису
Найбільш значущими центрами гончарного мистецтва — і відповідно вазопису — у Греції вважаються Афіни та Коринф в Аттиці. Отримали знаність також вази з Беотії та Лаконії.
Завдяки грецьким колоніям в нижній Італії їх гончарне мистецтво і вазопис поширилися і на ці землі. Починаючи з VIII століття до н. е. грецька кераміка наслідувалася італійськими майстрами, можливо, завдяки осілим в Італії грецьким майстрам. Починаючи з IV століття до н. е. в Італії дістає розвиток власний стиль, відмінний від грецьких зразків. Вазопис нижньої Італії, відрізняється своїми розмірами та багатством декору, в якому на додаток до традиційних кольорів використовувалися біла і червона фарба.
Вази розписувалися переважно на мотиви з життя грецьких богів та героїв, однак присутні й побутові сцени. На численних збережених вазах, приміром, зображено весільні бенкети або сцени з життя атлетів. Часто на вазах зустрічаються й еротичні сцени. Особливою формою нижньо-італійського стилю вазопису вважаються «наїскові вази», що отримали свою назву по зображених на них наїскосам і призначалися для похоронних ритуалів.

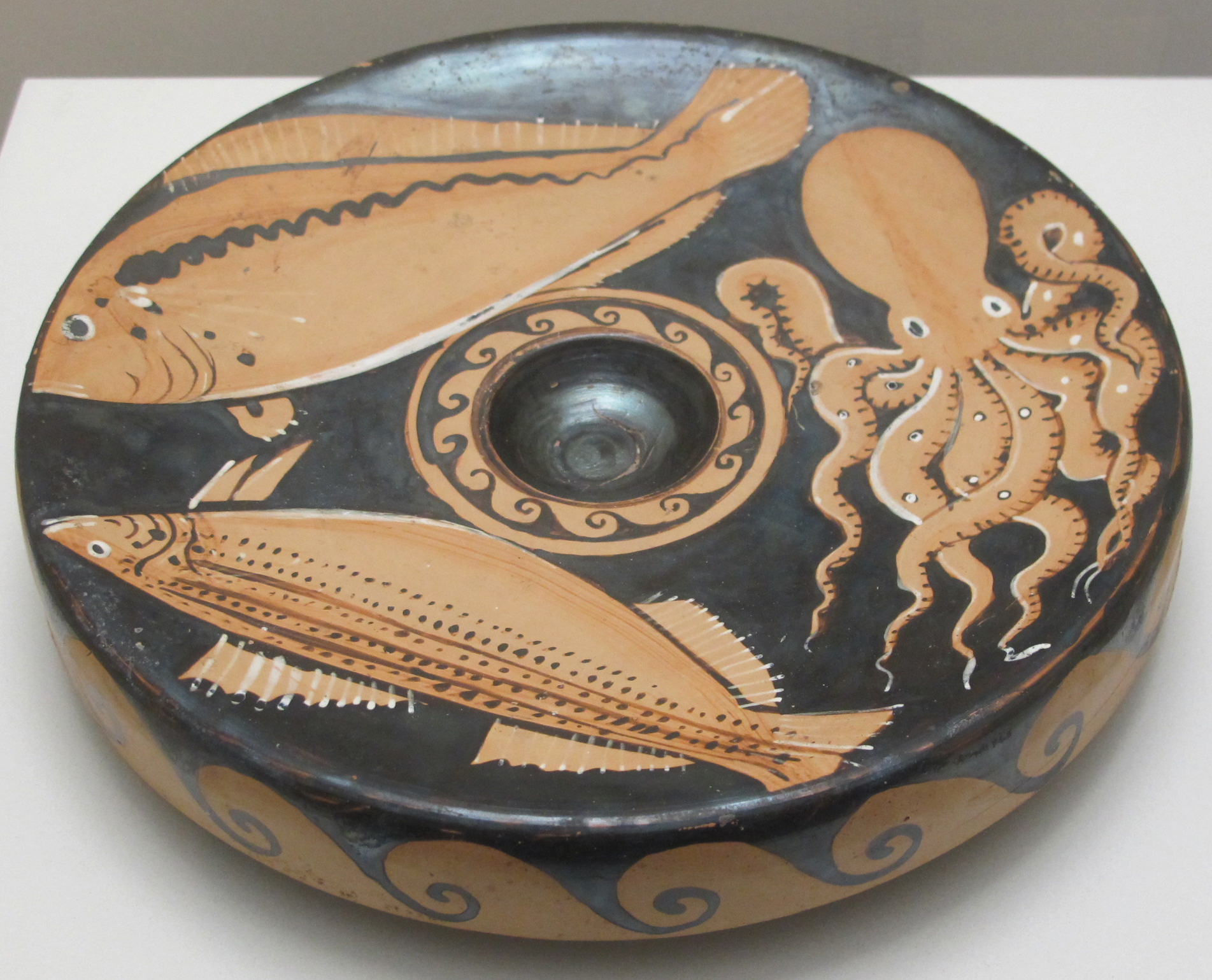
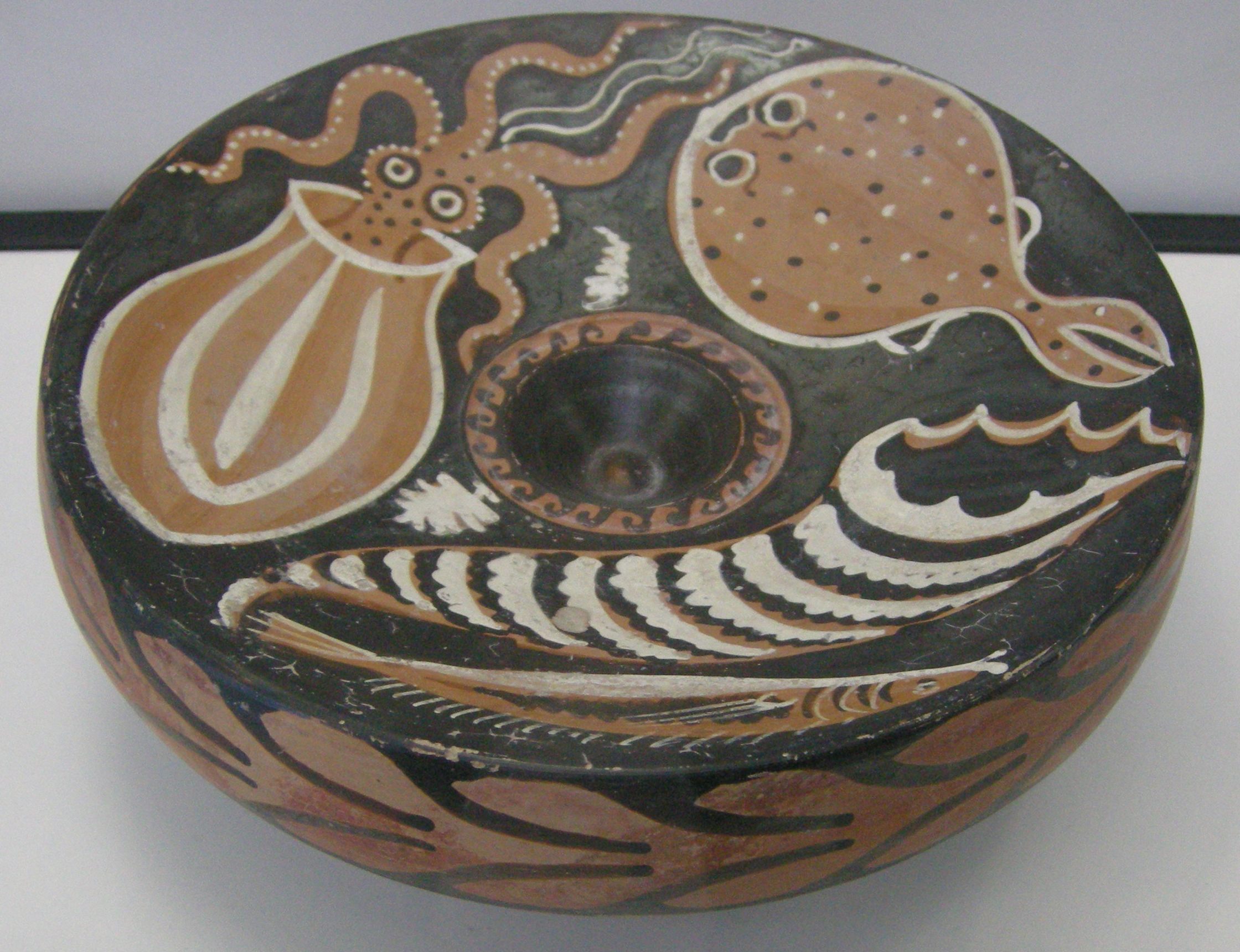
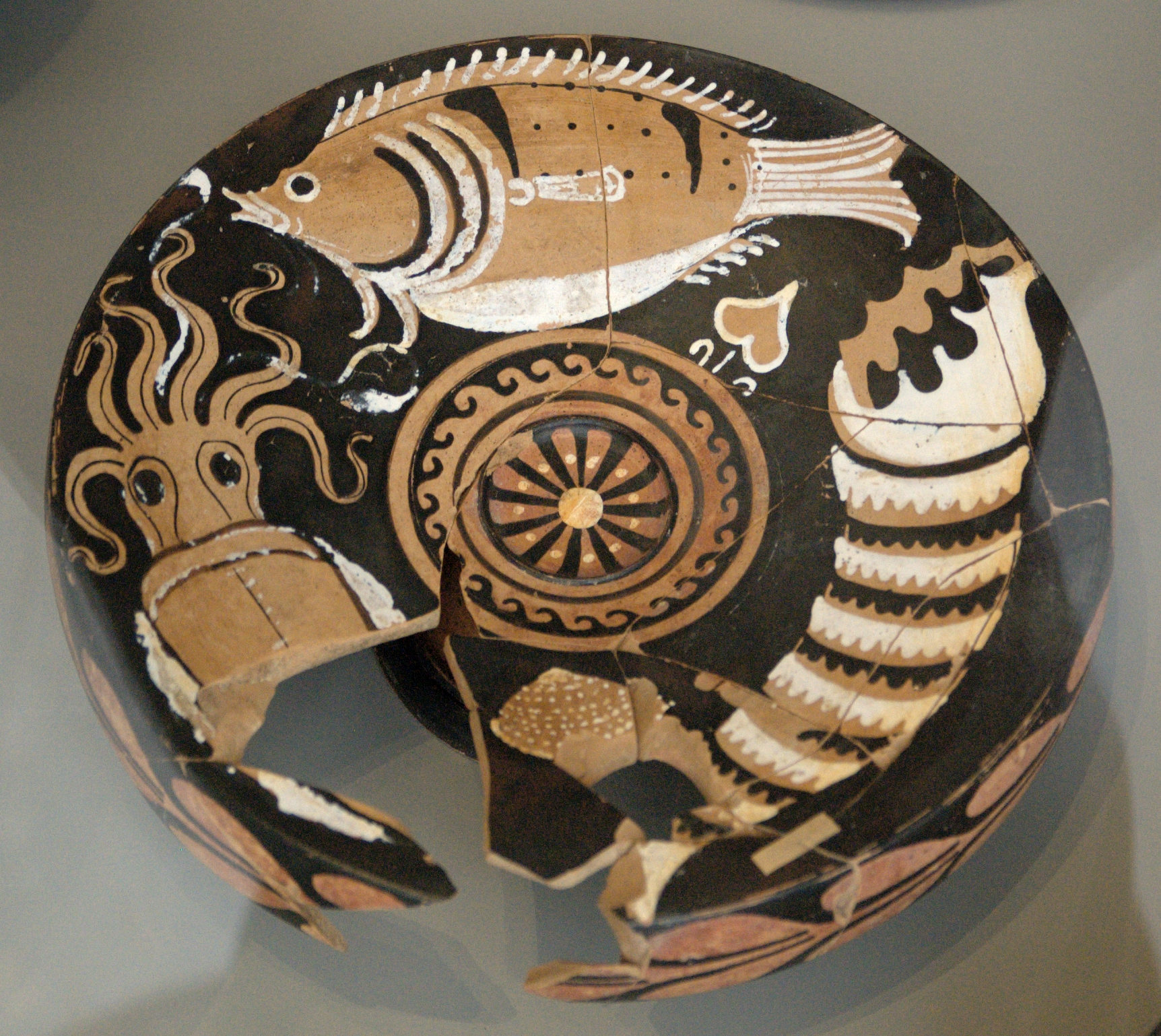
Таріль «морські тварини», Берлін
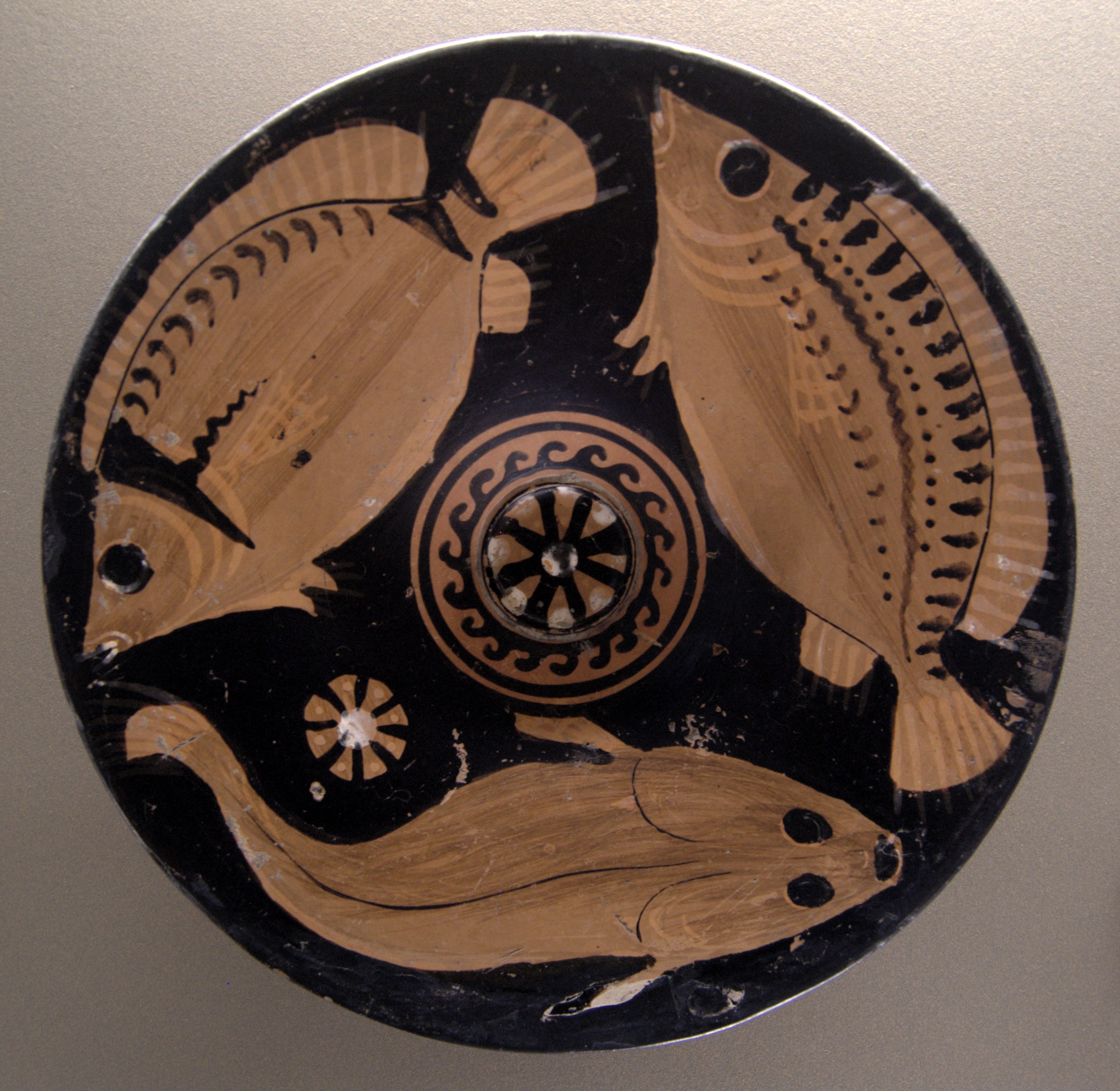
Таріль з рибами. Стародавня Греція. Лувр.
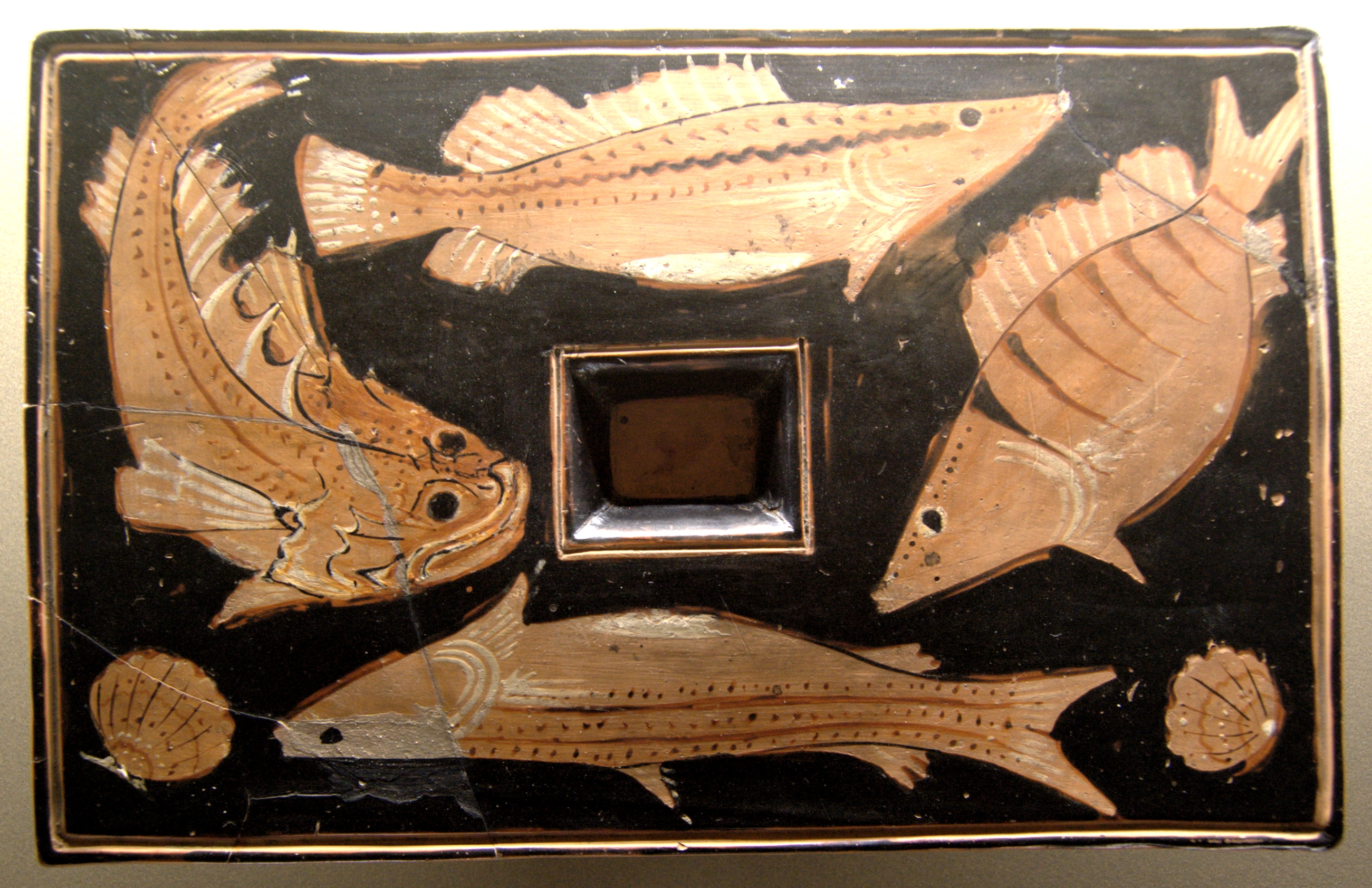
Кераміка стародавньої Греції. Риби. Лувр.
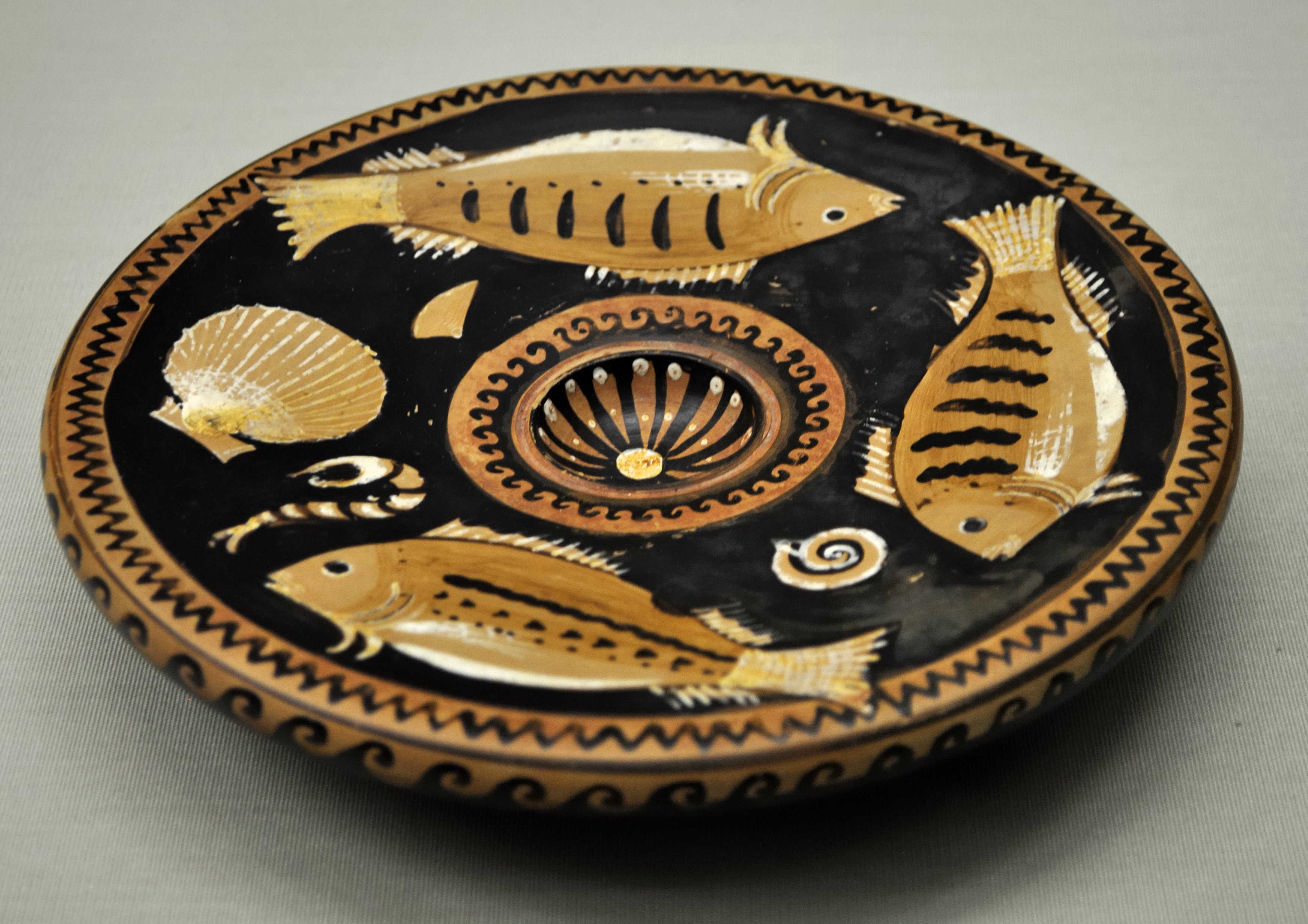
Рибна таріль з мушлею, музей.  Дюссельдорф.
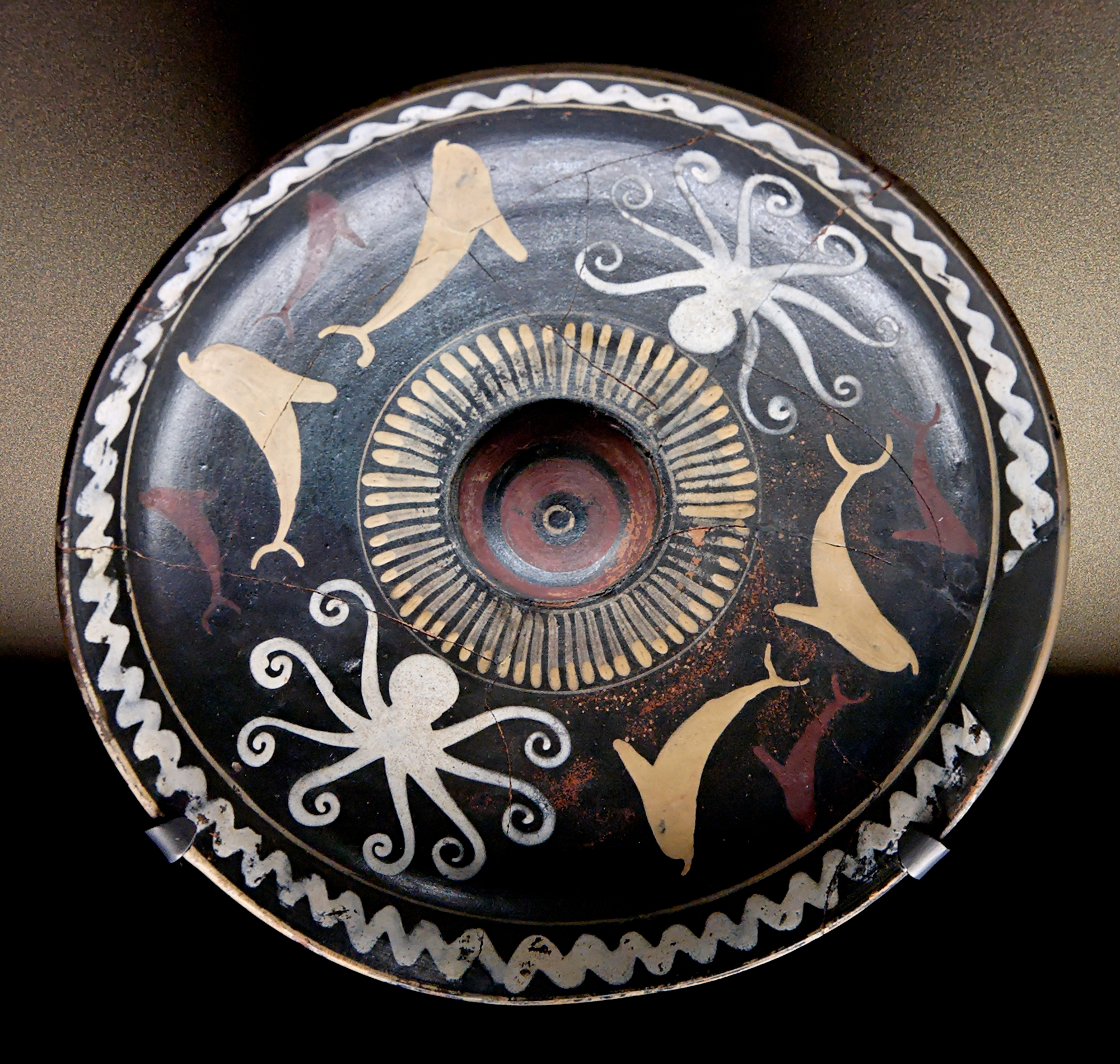
Таріль з дельфінами та восьминогами
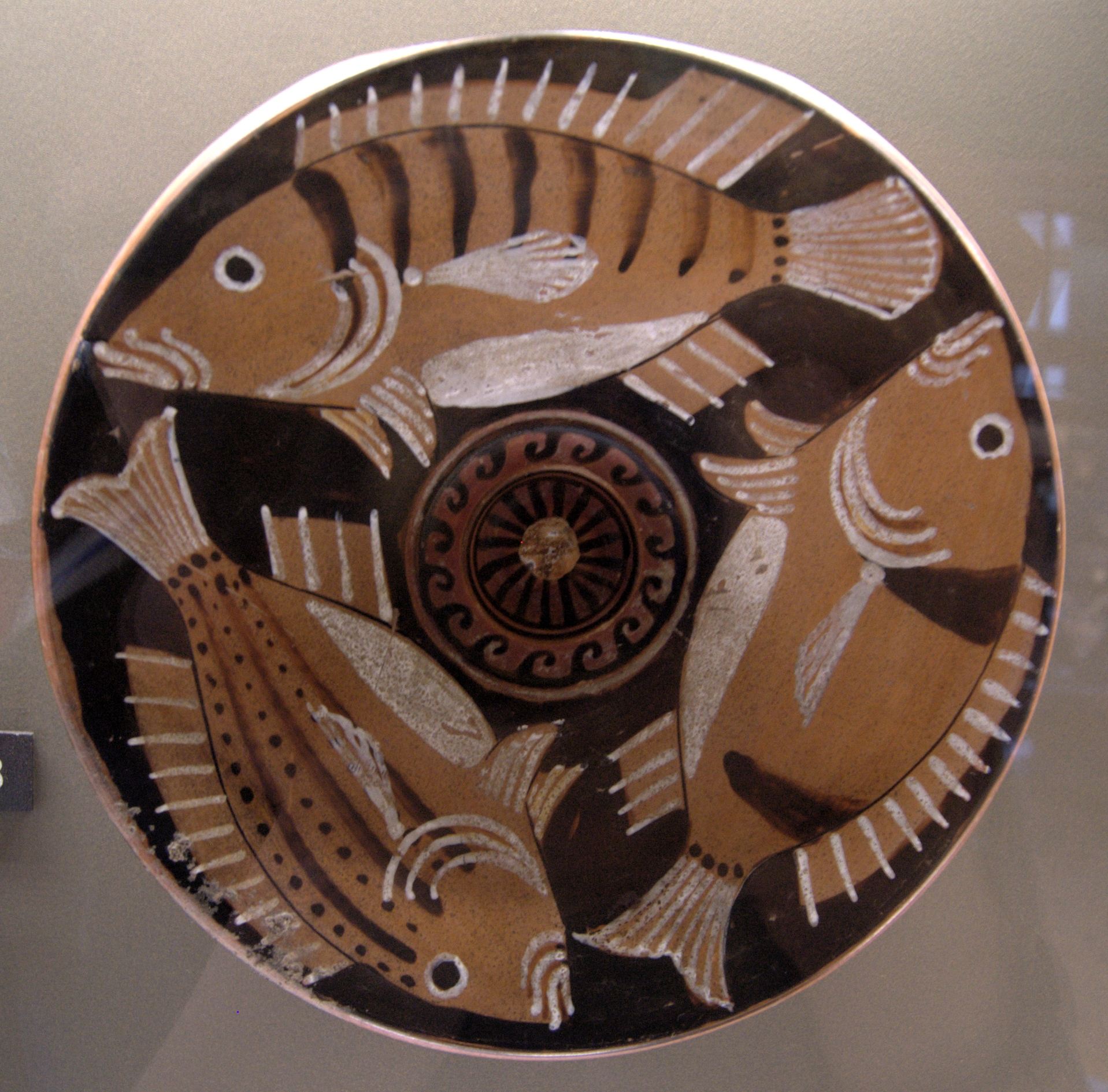
Полумисок з рибами. Стародавня Греція. Лувр
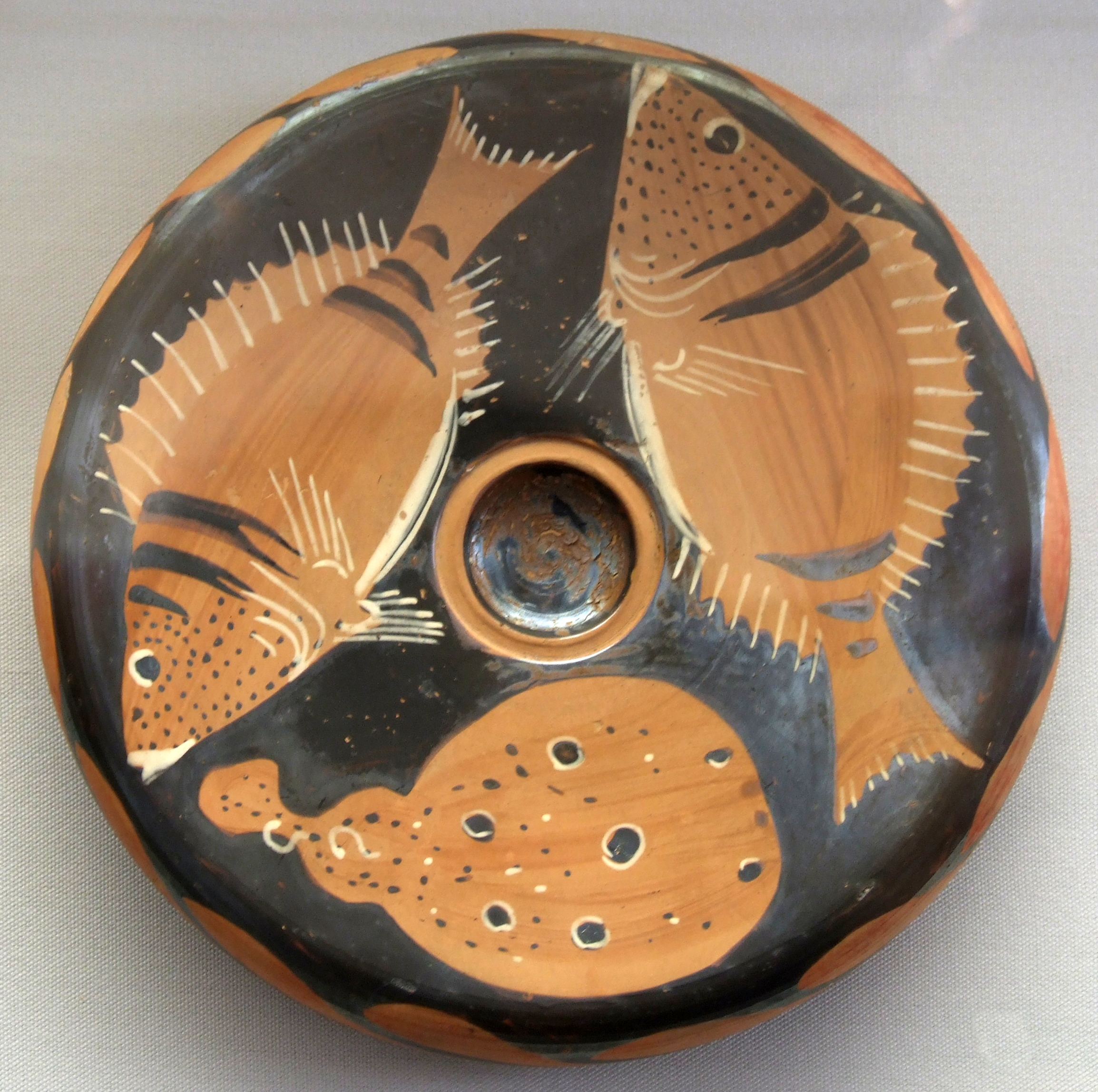
Рибна таріль IV ст. до н.е., Москва.
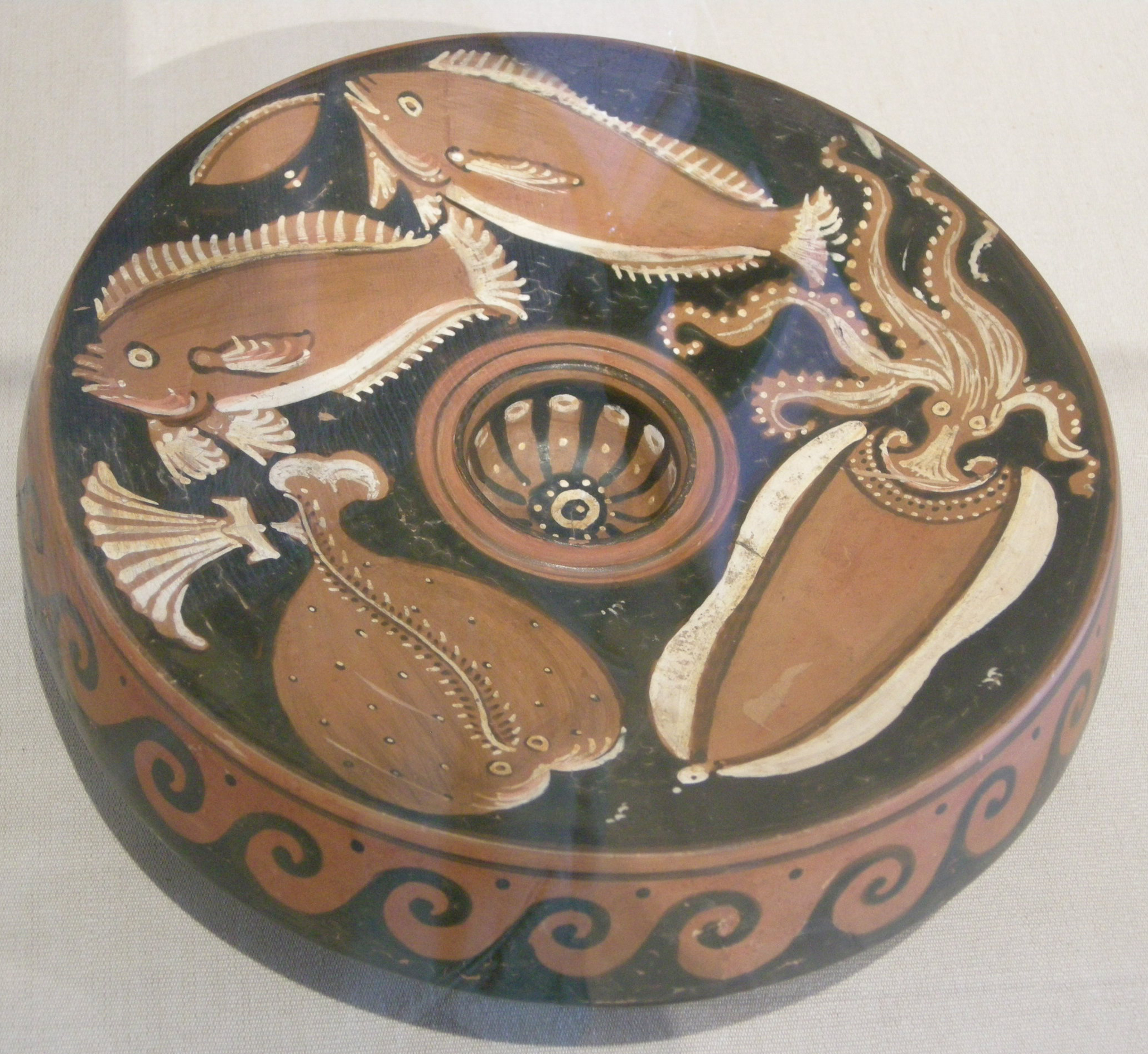
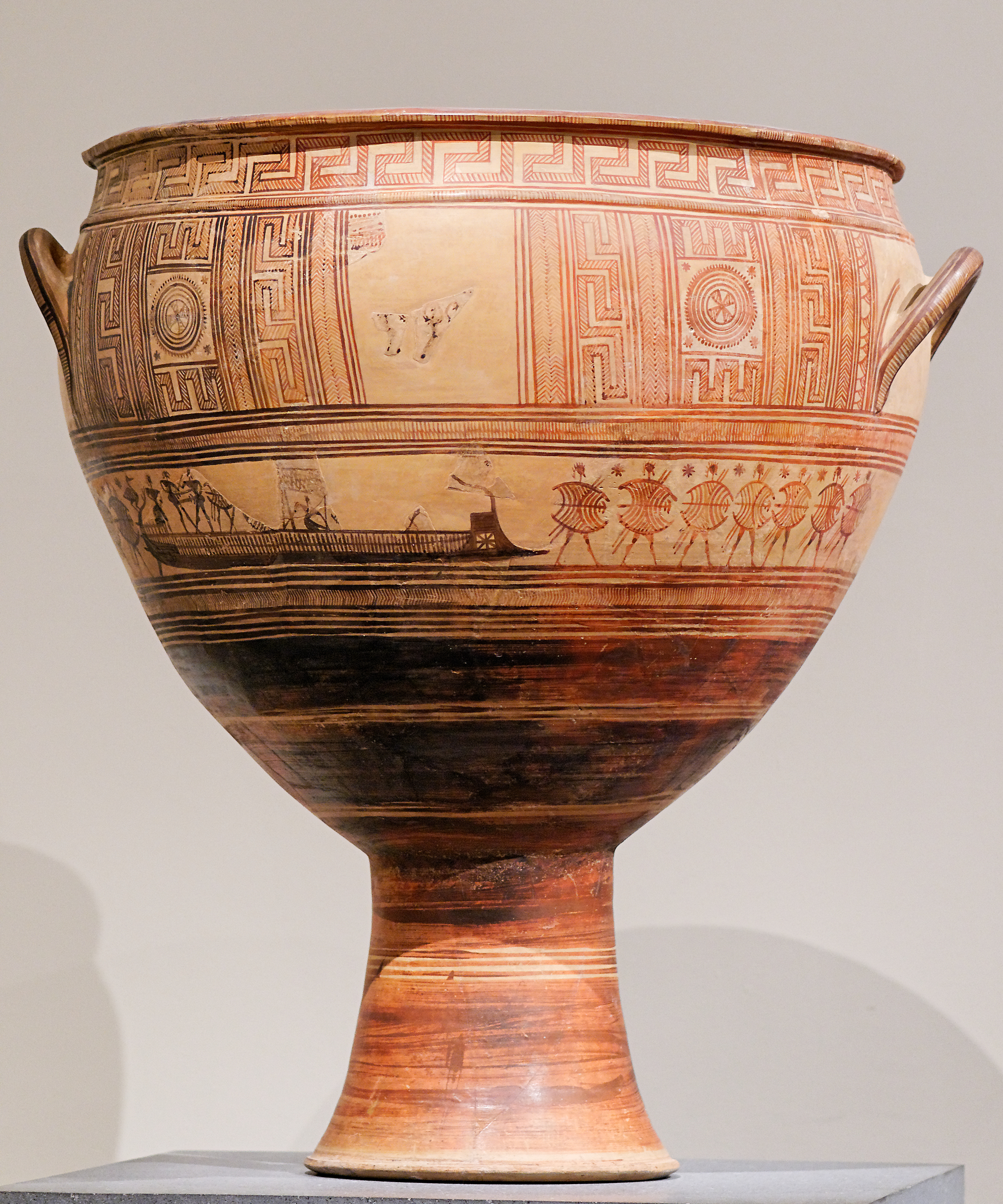
Кратер, бл. 800–775 до н. е.
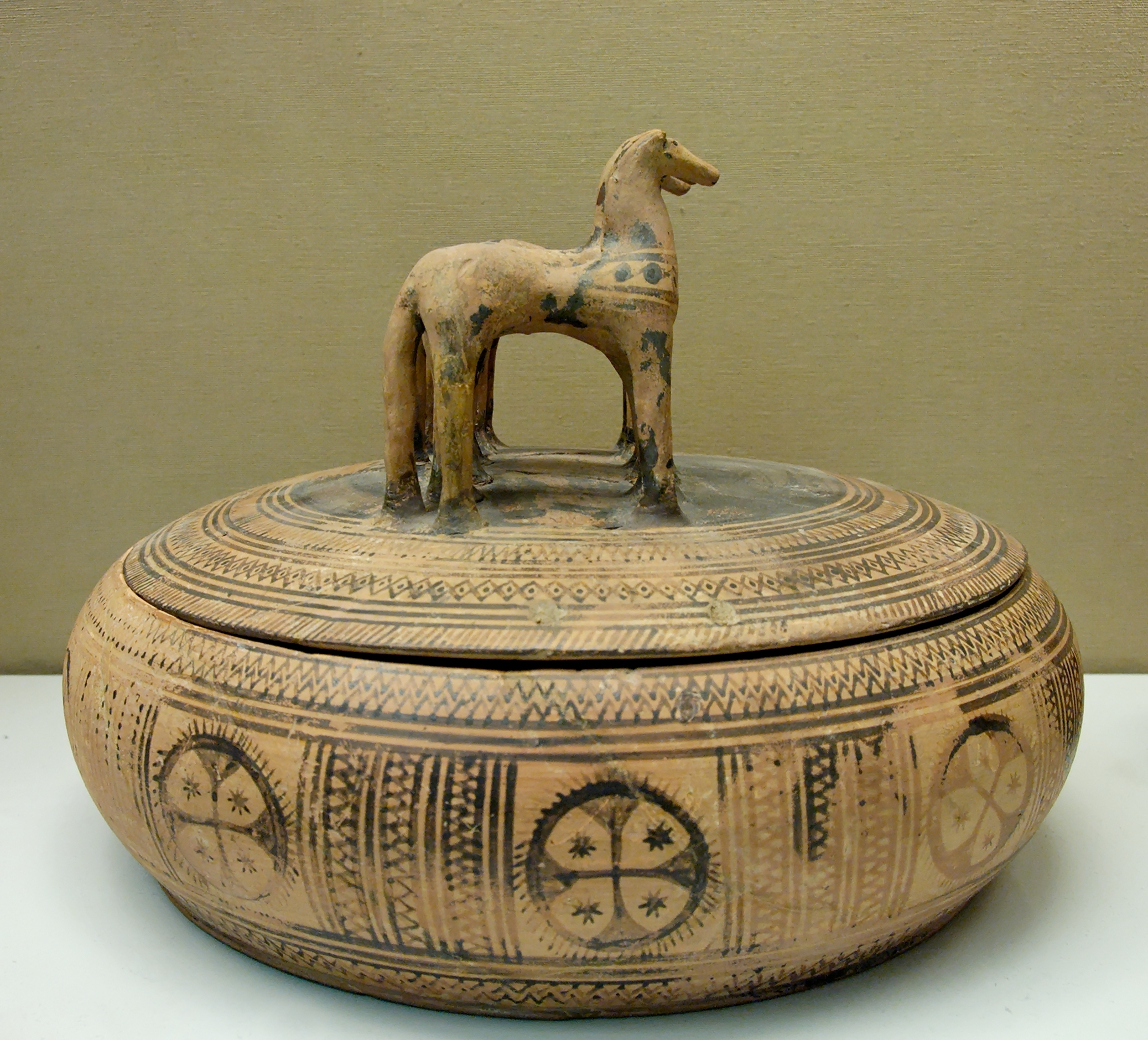
Піксіс, Британський музей
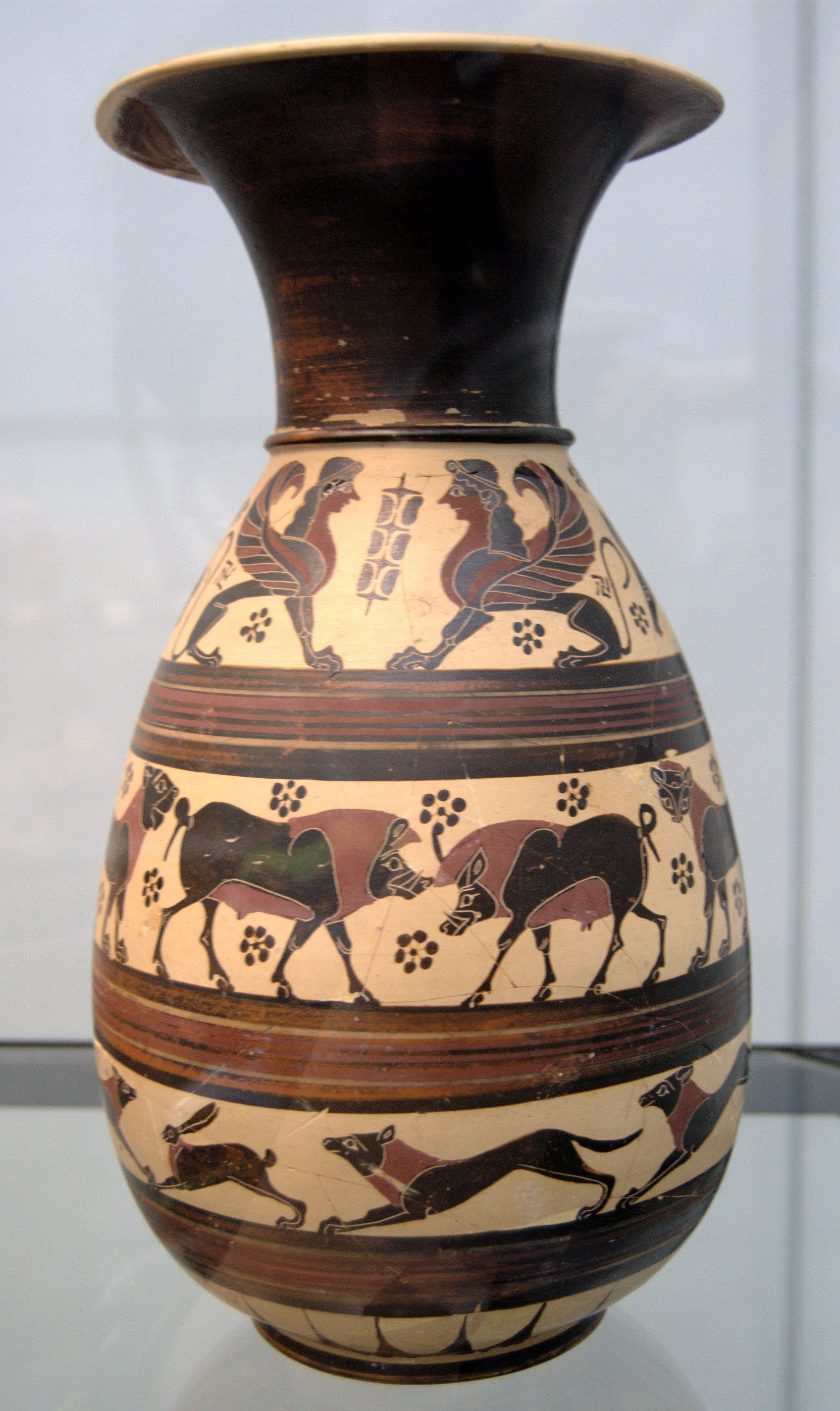
Бл. 620 до н. е.
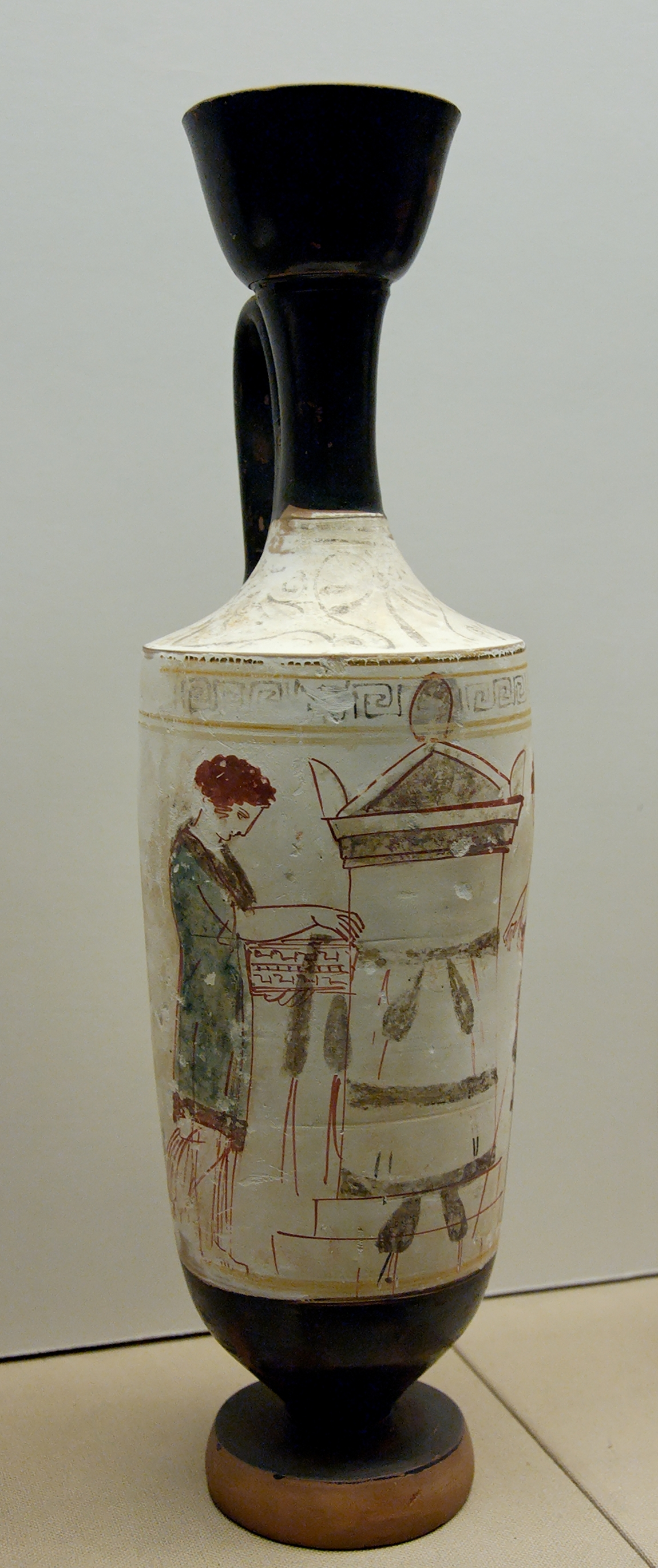
Бл. 420–410 до н. е., Британський музей
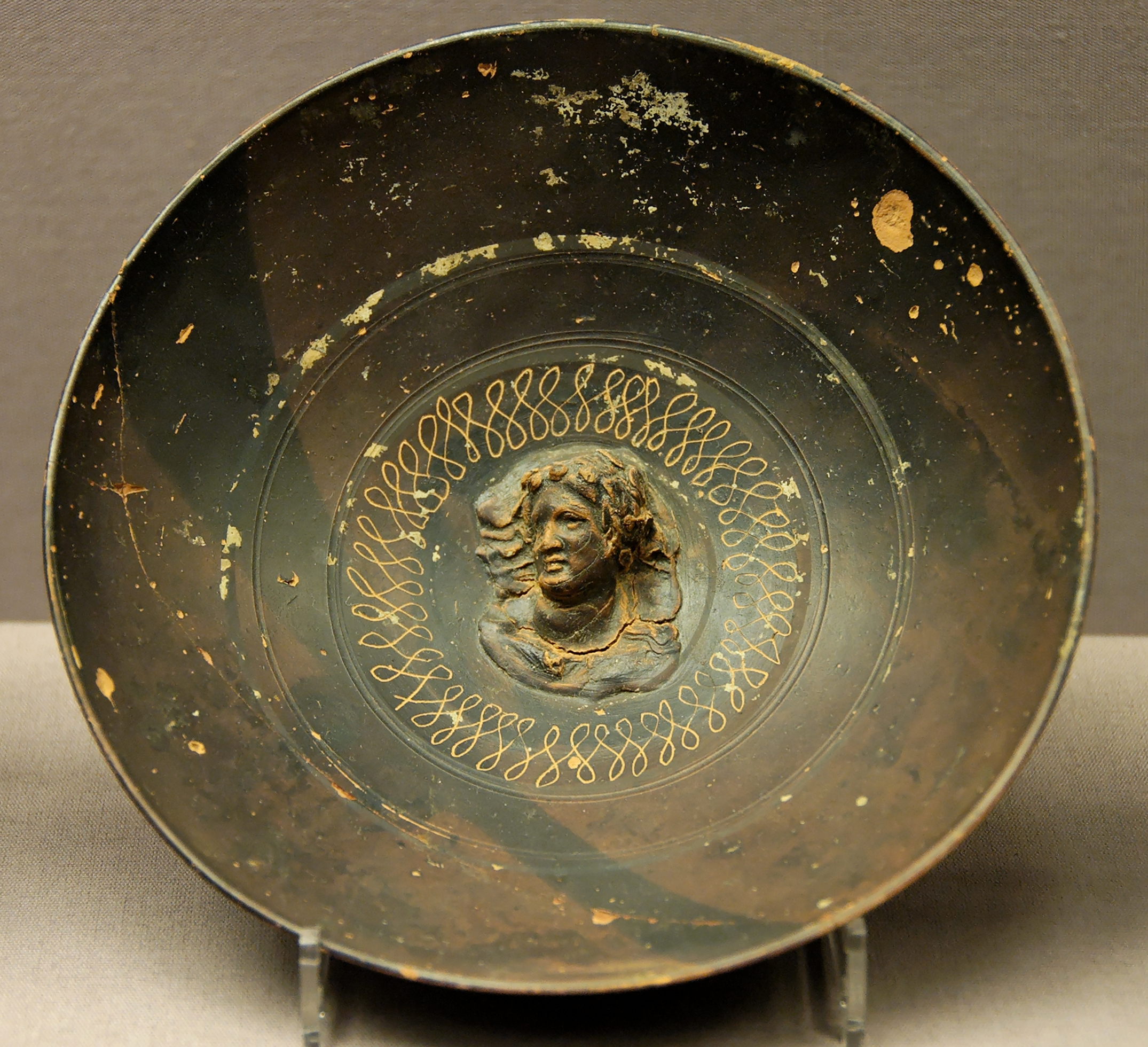
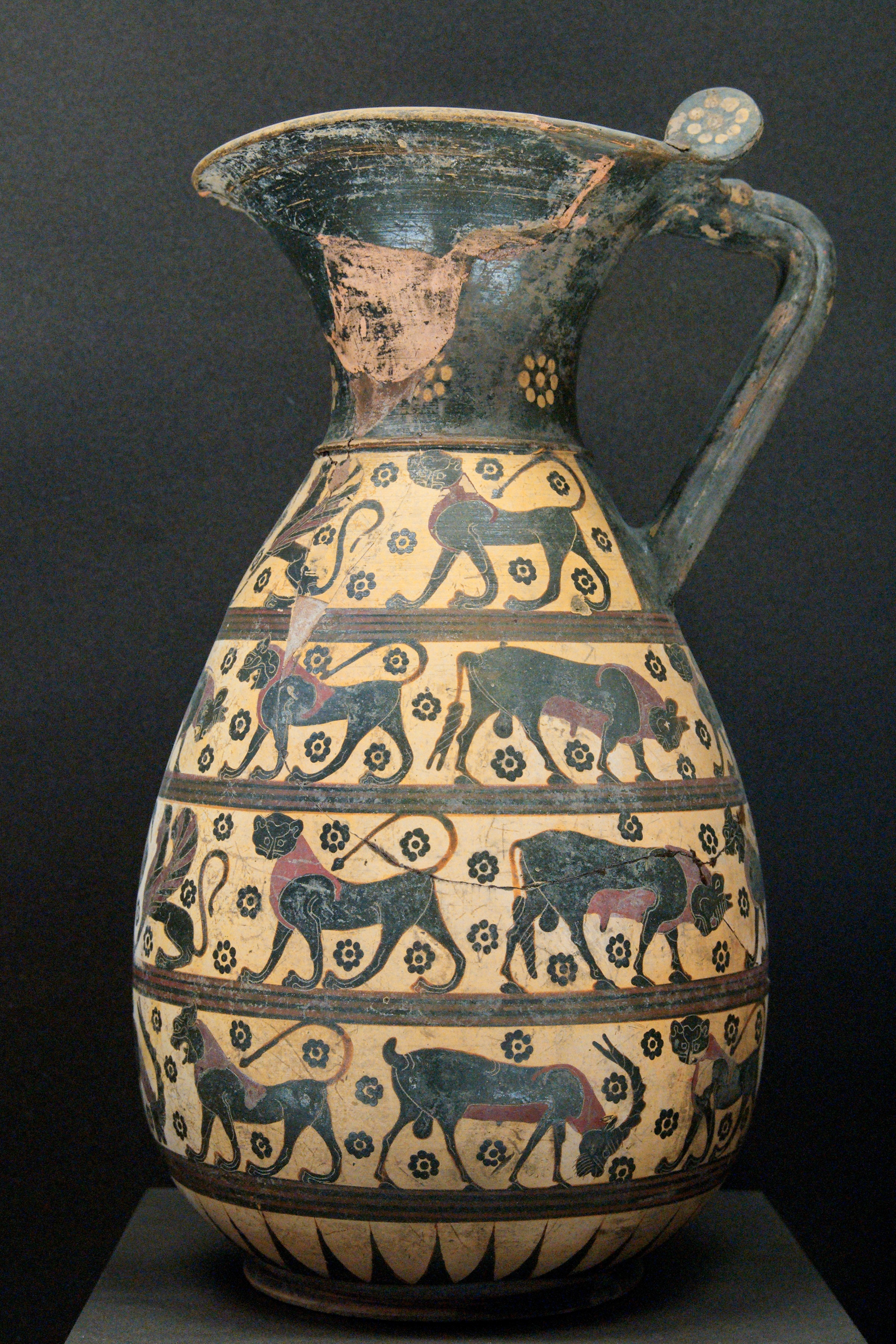
Ольпа орієнталізуючого стилю